# Villingen-Schwenningen
Villingen-Schwenningen (IPA: [ˈfɪlɪŋən ˈʃvɛnɪŋən], anhörenⓘ) ist eine Stadt im Südwesten Baden-Württembergs. Mit fast 90.000 Einwohnern ist die aus der Gemeindereform 1972 hervorgegangene badisch-württembergische Doppelstadt ein Oberzentrum und Hochschulstandort sowie die Kreisstadt und größte Stadt des Schwarzwald-Baar-Kreises. Außerdem ist sie der Verwaltungssitz der Region Schwarzwald-Baar-Heuberg.
Der Stadtteil Villingen war von 1218 bis 1283 eine selbstständige Reichsstadt im Heiligen Römischen Reich und führte seitdem den Reichsadler als Wappen. Dieser fand als heraldischer Bestandteil Eingang in das heutige Stadtwappen der Doppelstadt.
Villingen-Schwenningen ist die bevölkerungsreichste Gemeinde in Deutschland mit einem Doppelnamen.

Das für Öffentlichkeitsarbeit verwendete Logo der Stadt Villingen-Schwenningen

## Geographie

### Geographische Lage

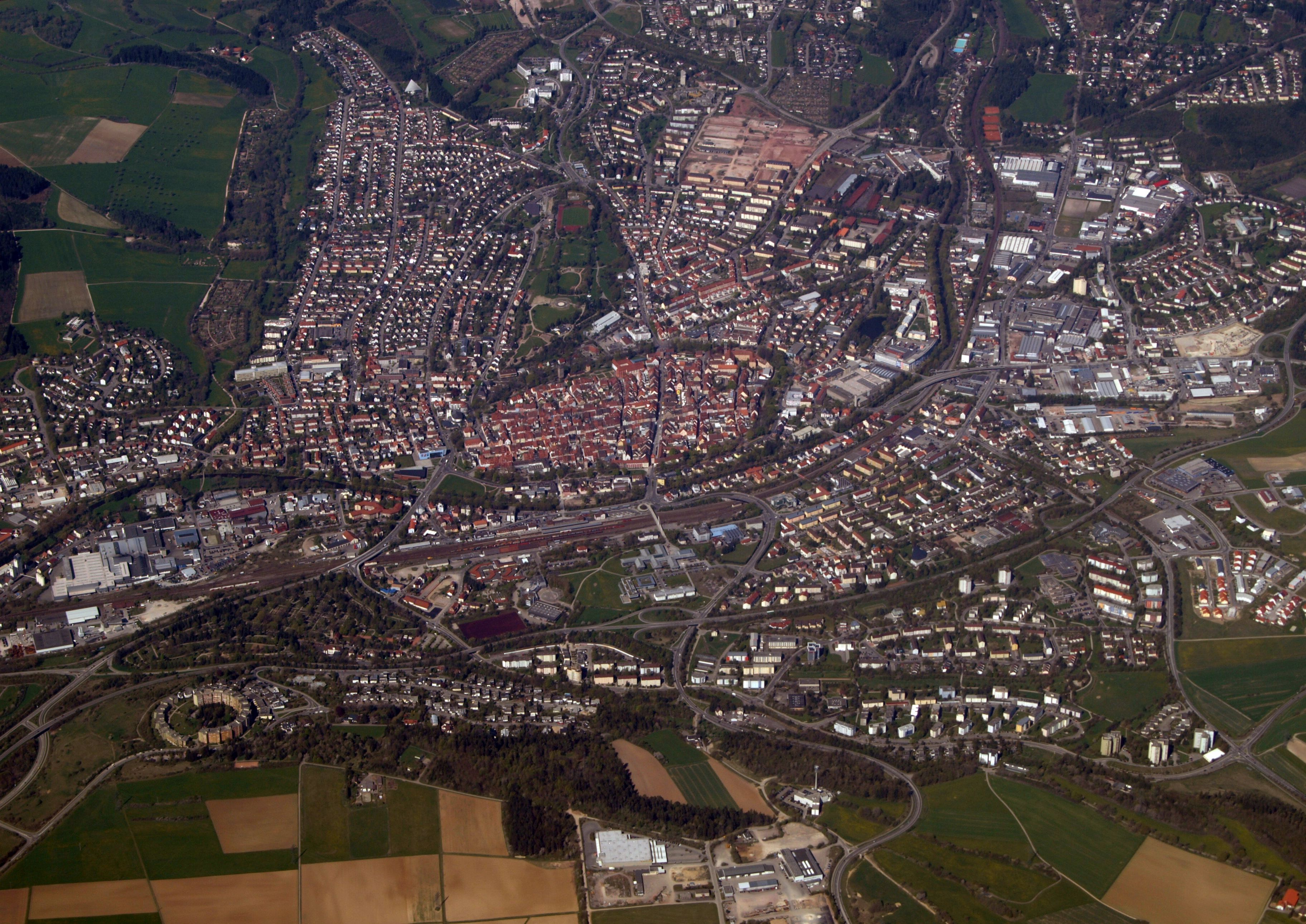
Villingen aus der Luft

Villingen liegt zwischen dem Ostrand des Schwarzwaldes und der Hochmulde der Baar an der Brigach. Die Brigach ist einer der beiden Quellflüsse der Donau – der andere ist die Breg –, die in Donaueschingen zusammenfließen. Weiter östlich, bereits auf der Baar, liegt Schwenningen. Die Fläche des Schwenninger Mooses ist zugleich auch das Quellgebiet des Neckars (Neckarursprung). Die Stadtregion erstreckt sich über Höhenlagen von 658 bis 969 Metern.
Die Entfernung zwischen den beiden Zentren der Doppelstadt Villingen-Schwenningen beträgt etwa acht Kilometer. Zwischen den beiden Teilstädten verlaufen die Europäische Hauptwasserscheide und die Grenze zwischen den ehemaligen Ländern Württemberg und Baden.

### Klima

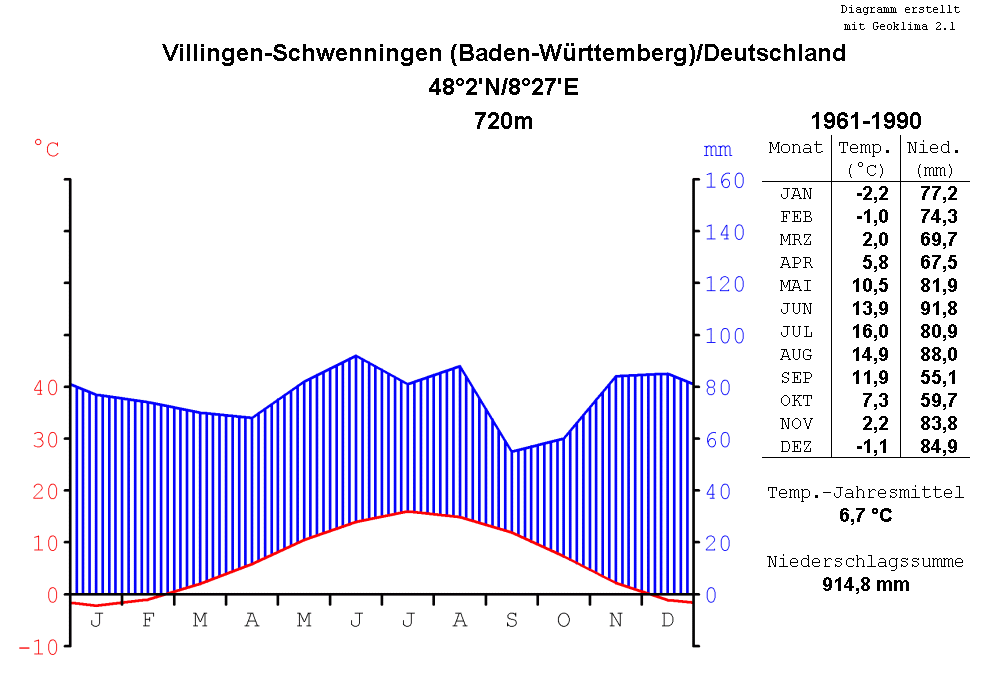
Klimadiagramm

|                        | Jan  | Feb  | Mär  | Apr  | Mai  | Jun  | Jul  | Aug  | Sep  | Okt  | Nov | Dez  |   |      |
| Mittl. Temperatur (°C) | −0,6 | −0,2 | 3,9  | 8,0  | 11,9 | 16,6 | 18,7 | 17,8 | 12,9 | 8,4  | 3,8 | 1,0  | ⌀ | 8,6  |
| Mittl. Tagesmax. (°C)  | 3,2  | 4,7  | 9,9  | 14,7 | 18,2 | 23,1 | 25,8 | 24,9 | 19,8 | 14,1 | 8,2 | 5,3  | ⌀ | 14,4 |
| Mittl. Tagesmin. (°C)  | −4,2 | −4,3 | −1,4 | 1,4  | 5,8  | 10,1 | 11,7 | 11,1 | 6,7  | 3,5  | 0,0 | −2,6 | ⌀ | 3,2  |
|                        |      |      |      |      |      |      |      |      |      |      |     |      |   |      |
| Niederschlag (mm)      | 102  | 51   | 68   | 62   | 103  | 94   | 73   | 65   | 44   | 47   | 45  | 66   | Σ | 820  |
|                        |      |      |      |      |      |      |      |      |      |      |     |      |   |      |
| Regentage (d)          | 16   | 14   | 15   | 13   | 16   | 15   | 13   | 12   | 11   | 13   | 14  | 15   | Σ | 167  |

| −4,2 |

| −4,3 |

| −1,4 |

| 1,4 |

| 5,8 |

| 10,1 |

| 11,7 |

| 11,1 |

| 6,7 |

| 3,5 |

| 0,0 |

| −2,6 |

| −4,2 |

| −4,3 |

| −1,4 |

| 1,4 |

| 5,8 |

| 10,1 |

| 11,7 |

| 11,1 |

| 6,7 |

| 3,5 |

| 0,0 |

| −2,6 |

#### Hagel-Unwetter 2006
Am 29. Juni 2006 ging über Villingen-Schwenningen sowie dem benachbarten Trossingen ab 19:30 Uhr ein Hagel-Unwetter nieder. Dabei wurden Hagelkörner mit bis zu 12 cm Durchmesser berichtet, etwa 120 Menschen wurden verletzt. Innerhalb von 20 Minuten entstand ein geschätzter Sachschaden von 150–200 Millionen Euro. Ungefähr 18.000 Dächer sowie zahllose Autos wurden schwer beschädigt, die Reparaturen dauerten mehrere Jahre an. Damit war das Hagel-Unwetter eines der bis dahin teuersten Hagel-Ereignisse. Als Reaktion auf das Hagel-Unwetter wurde auf private Initiative ein Verein zur Hagelabwehr gegründet, der einen „Hagelflieger“ betreibt. Dieser soll durch in den Wolken ausgebrachtes Silberiodid das Hagelrisiko minimieren.

### Nachbargemeinden
Etliche Städte und Gemeinden grenzen an die Stadt Villingen-Schwenningen. Beginnend im Nordwesten der Stadtregion, werden sie geografisch dem Uhrzeigersinn folgend genannt:
Unterkirnach, St. Georgen im Schwarzwald, Mönchweiler, Königsfeld im Schwarzwald, Niedereschach, Dauchingen (alle Schwarzwald-Baar-Kreis), Deißlingen (Landkreis Rottweil), Trossingen (Landkreis Tuttlingen) sowie Tuningen, Bad Dürrheim, Brigachtal, Donaueschingen und Vöhrenbach (alle Schwarzwald-Baar-Kreis).

### Stadtgliederung

Stadtbezirke von Villingen-Schwenningen

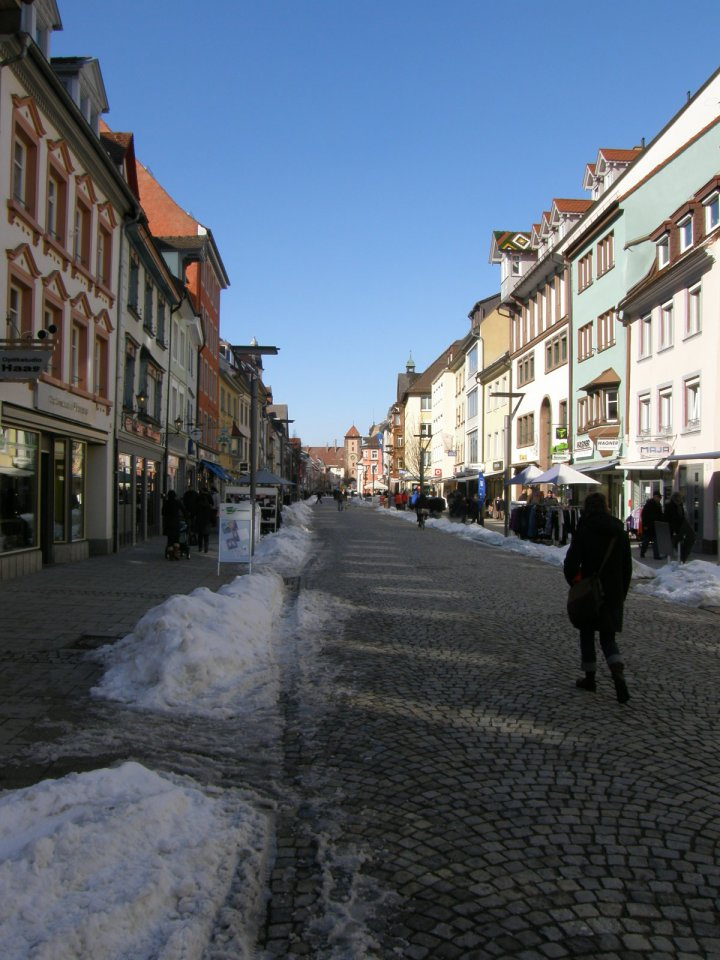
Innenstadt von Villingen

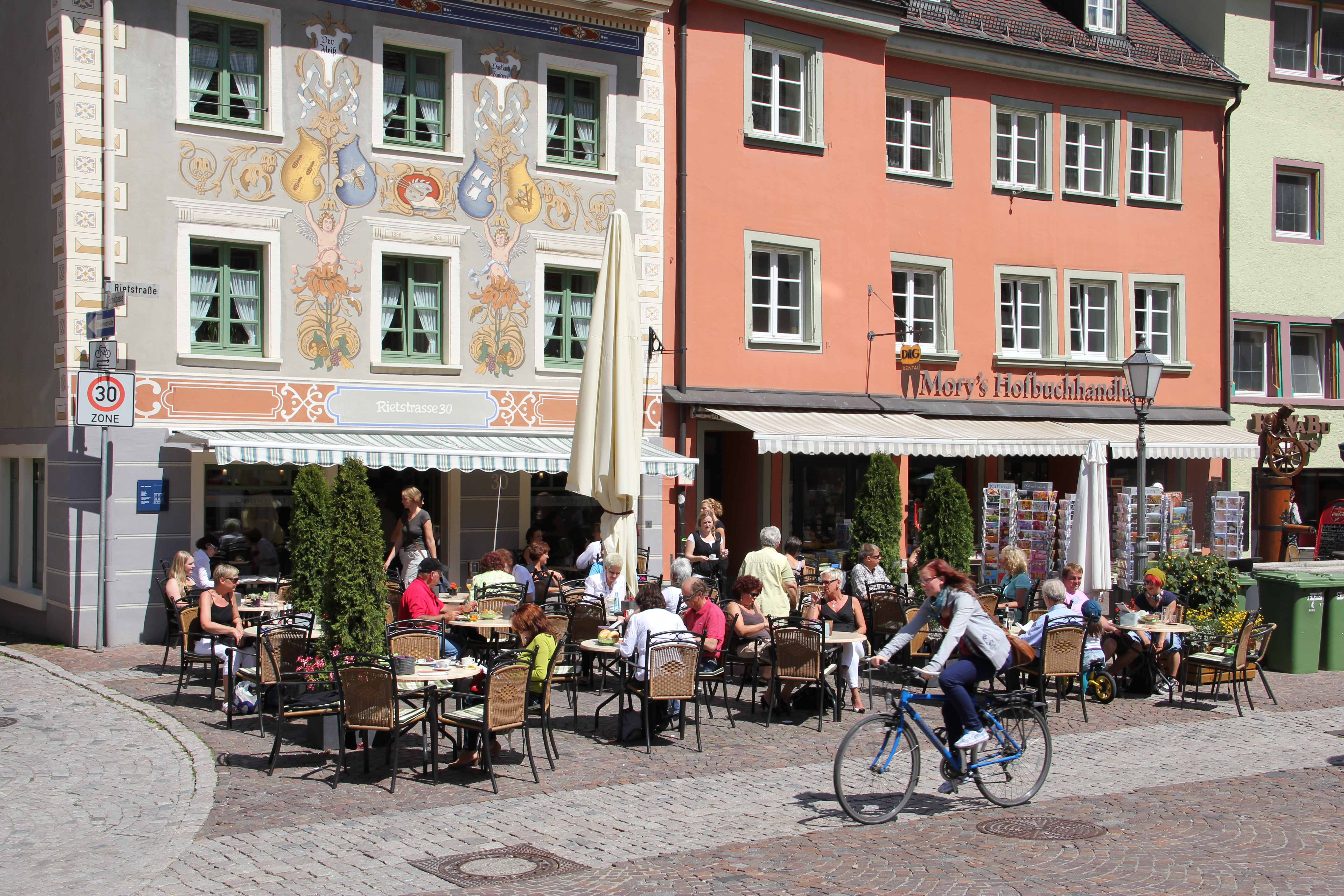
Rietstraße in Villigen

Das Stadtgebiet Villingen-Schwenningens besteht aus den Stadtbezirken Villingen, Schwenningen und Mühlhausen sowie den im Rahmen der Gebietsreform in Baden-Württemberg der 1970er Jahre eingegliederten Gemeinden und heutigen Ortschaften Herzogenweiler, Marbach, Obereschach, Pfaffenweiler, Rietheim, Tannheim, Weigheim und Weilersbach. Im Juli 2022 zählten die Stadtbezirke folgende Einwohnerzahlen:
| Name des Bezirks         | Einwohner |
| ------------------------ | --------- |
| Stadtbezirk Villingen    | 39.896    |
| Pfaffenweiler            | 2.226     |
| Marbach                  | 2.057     |
| Tannheim                 | 1.258     |
| Rietheim                 | 1.054     |
| Herzogenweiler           | 171       |
| Stadtbezirk Schwenningen | 36.006    |
| Obereschach              | 1.679     |
| Weigheim                 | 1.429     |
| Weilersbach              | 1.276     |
| Stadtbezirk Mühlhausen   | 772       |

Zu einigen Stadtteilen gehören weitere räumlich getrennte Wohnplätze mit eigenem Namen, die oft sehr wenige Einwohner haben; auch gibt es Wohngebiete mit eigenem Namen, deren Bezeichnung sich im Laufe der Bebauung ergeben haben und deren Grenzen dann meist nicht genau festgelegt sind. Im Einzelnen handelt es sich um folgende Gebiete:
- zu Herzogenweiler: Glaserhof, Glasermühle
- zu Marbach: Bahnhof Marbach-Ost
- zu Mühlhausen: Roter Berg
- zu Obereschach: Aubenmühle, Oberer Guggenbühl, Öle, Schlietenhof, Sommertshausen, Unterer Guggenbühl, Waldhummelhof
- zu Pfaffenweiler: Häringshöfe, Säge, Spitalhöfe
- zu Rietheim: Mühlenhof
- zu Tannheim: Forsthaus, Sägewerk, Untermühle
- zu Villingen: Am Germanswald, Bertholdshöfe, Feldnermühle, Hölzlekönig, Nordstetten, Salvest, Viehhof, Volkertsweiler und Zollhaus

Die Gemarkung der Stadt – mit über 16.500 ha eine der flächengrößten im Land Baden-Württemberg – weist einen für Baden-Württemberg untypischen Verlauf auf. So sind die Gemarkungen von Unterkirnach und dem Stadtbezirk Villingen eng miteinander verzahnt. Während die meisten Waldflächen rund um Unterkirnach auf der Gemarkung Villingen liegen, befinden sich die offenen Flächen überwiegend auf Unterkirnacher Gemarkung. Allein der Grenzverlauf Villingen–Unterkirnach ist rund 60 km lang und bildet zahlreiche En- bzw. Exklaven. Beispiele hierfür sind die Gewanne im Stockwald, Groppertal, Hippengehr, Salvest, Viehhof und Neuhäusle.

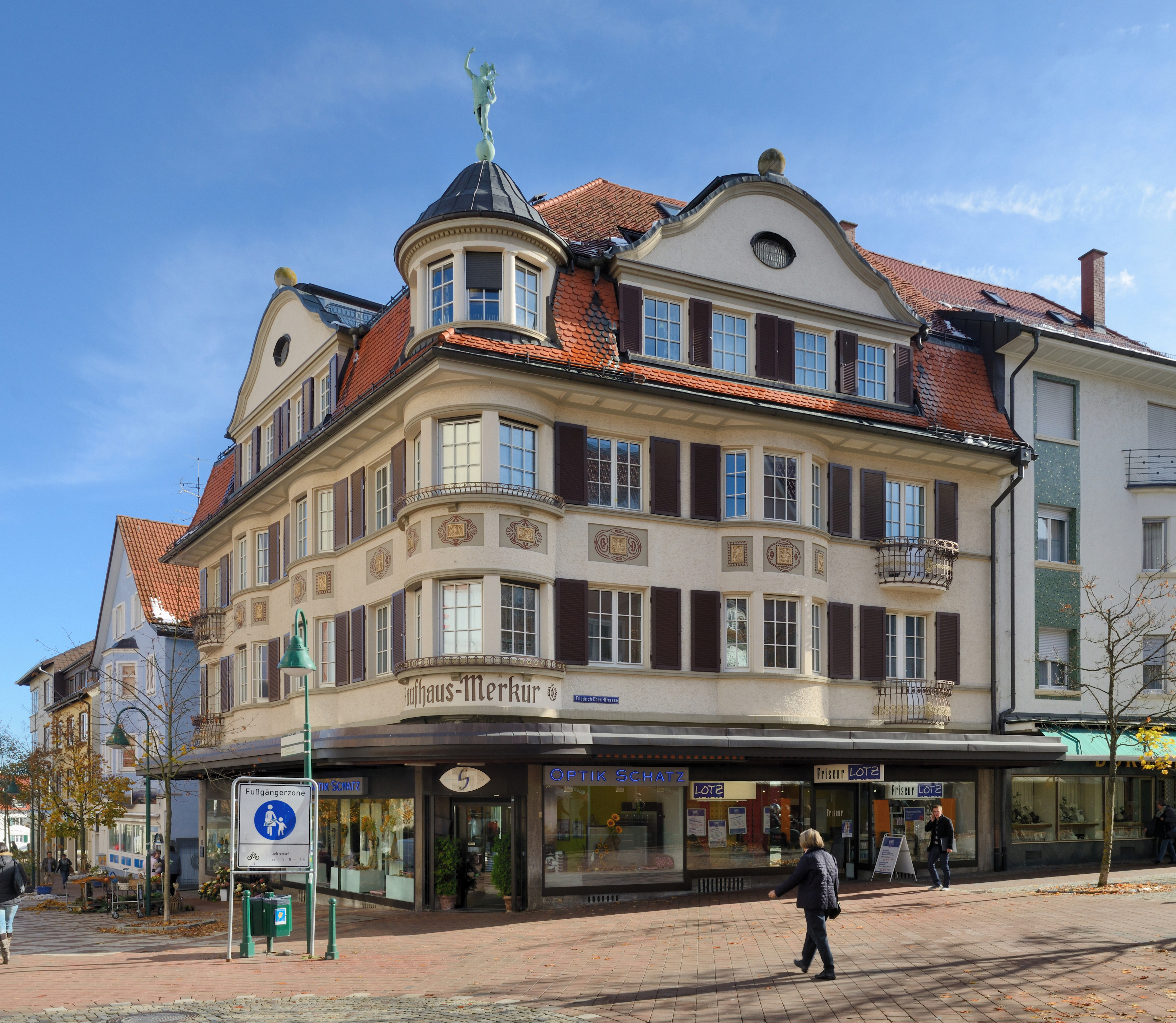
Schwenningen – Kaufhaus Merkur

Grund für den markanten Grenzverlauf ist die Tatsache, dass Unterkirnach bis zu Beginn des 19. Jahrhunderts ein abhängiger, unselbstständiger Ort der Stadt Villingen war. Im Zuge der Loslösung des Ortes von der Stadt wurden die offenen Flächen im Kirnach- und Brigachtal der neuen selbständigen Gemeinde Unterkirnach zugeschlagen, während der Wald als einer der größten kommunalen Wälder in Baden-Württemberg (7.559 ha) – bis heute – bei der Stadt Villingen, ab 1972 Villingen-Schwenningen, verblieb. Der Waldrand und somit die Gemarkungsgrenze bildet die örtlichen geologischen Verhältnisse ab: Der Wald stockt auf dem unfruchtbaren Buntsandstein, während die Wiesen im fruchtbareren Granit/Gneis angelegt wurden.

### Raumplanung
Villingen-Schwenningen ist das Oberzentrum der Region Schwarzwald-Baar-Heuberg, dem die Mittelzentren Donaueschingen, Rottweil, Schramberg und Tuttlingen zugeordnet sind. Für die meisten Gemeinden im Schwarzwald-Baar-Kreis übernimmt Villingen-Schwenningen auch die Funktion des Mittelbereichs. Lediglich die Stadt Donaueschingen und die Gemeinden Blumberg, Bräunlingen und Hüfingen gehören zum Mittelbereich Donaueschingen.

### Schutzgebiete
In Villingen-Schwenningen gibt es mit den Gebieten Tannhörnle, Schwenninger Moos und Mühlhauser Halde, Plattenmoos und dem Natur- und Landschaftsschutzgebiet Mönchsee-Weiherwiesen insgesamt fünf Naturschutzgebiete.
Daneben hat Villingen-Schwenningen Anteil an drei weiteren Landschaftsschutzgebieten: dem Groppertal, der Landschaft um das Naturschutzgebiet Schwenninger Moos und dem Landschaftsschutzgebiet Villingen Süd.
Auf dem Stadtgebiet liegen zudem mehrere Teilgebiete des FFH-Gebietes Baar, Eschach und Südostschwarzwald. Auch die Vogelschutzgebiete Baar und Mittlerer Schwarzwald liegen teilweise in Villingen-Schwenningen.
Die Fläche von Villingen-Schwenningen gehört größtenteils zum Naturpark Südschwarzwald. So gehören vor allem die beiden Kernstädte Villingen und Schwenningen zum Naturpark, außerdem Obereschach, Herzogenweiler, Rietheim und Tannheim, während Mühlhausen, Weigheim, Weilersbach und Marbach außerhalb des Naturparks liegen.

## Doppelstädtische Besonderheiten
Dass Villingen bis zur Kreis- und Gemeindereform 1972 dem badischen und Schwenningen dem württembergischen Landesteil angehörte, wirkt bis heute nach. Vieles gibt es angesichts zweier großer Stadtteile doppelt und in etwas unterschiedlicher Ausprägung. Villingen-Schwenningen wird deshalb auch als „Doppelstadt“ bezeichnet.
Einige Beispiele:
- Villingen (07721) hat eine andere Telefonvorwahl als Schwenningen (07720).
- Die Institutionen und Vereine der gemeinsamen Stadt gehören verschiedenen Landesverbänden an, so dass etwa die badischen Sportvereine im sportlichen Wettkampf nicht gegen die württembergischen antreten können.
- Die Kirchengemeinden gehören unterschiedlichen Landeskirchen (Evangelische Landeskirche in Baden/Evangelische Landeskirche in Württemberg) beziehungsweise Bistümern (Erzbistum Freiburg/Diözese Rottenburg-Stuttgart) an.
- In jedem der beiden Stadtbezirke gibt es ein Rathaus (Sitz des Oberbürgermeisters ist Villingen).

Bis zum 31. Dezember 2017 existierte in Villingen das badische Richternotariat mit Volljuristen, während man in Schwenningen auf das württembergische Bezirksnotariat traf. Diese Besonderheit wurde mit der baden-württembergischen Notariatreform zum 1. Januar 2018 abgeschafft, seither gibt es im ganzen Bundesland nur noch freiberufliche Notare (siehe Amtsnotar#Deutschland).

Solche größtenteils historisch gewachsenen Eigenheiten sind in der Doppelstadt trotz langjähriger gemeinsamer Geschichte noch nicht in allen Punkten überwunden. Die Stadtverwaltung versucht, diese doppelstädtische Besonderheit touristisch zu vermarkten, indem sie Villingen-Schwenningen als „Baden-Württemberg-Stadt“ bezeichnet.

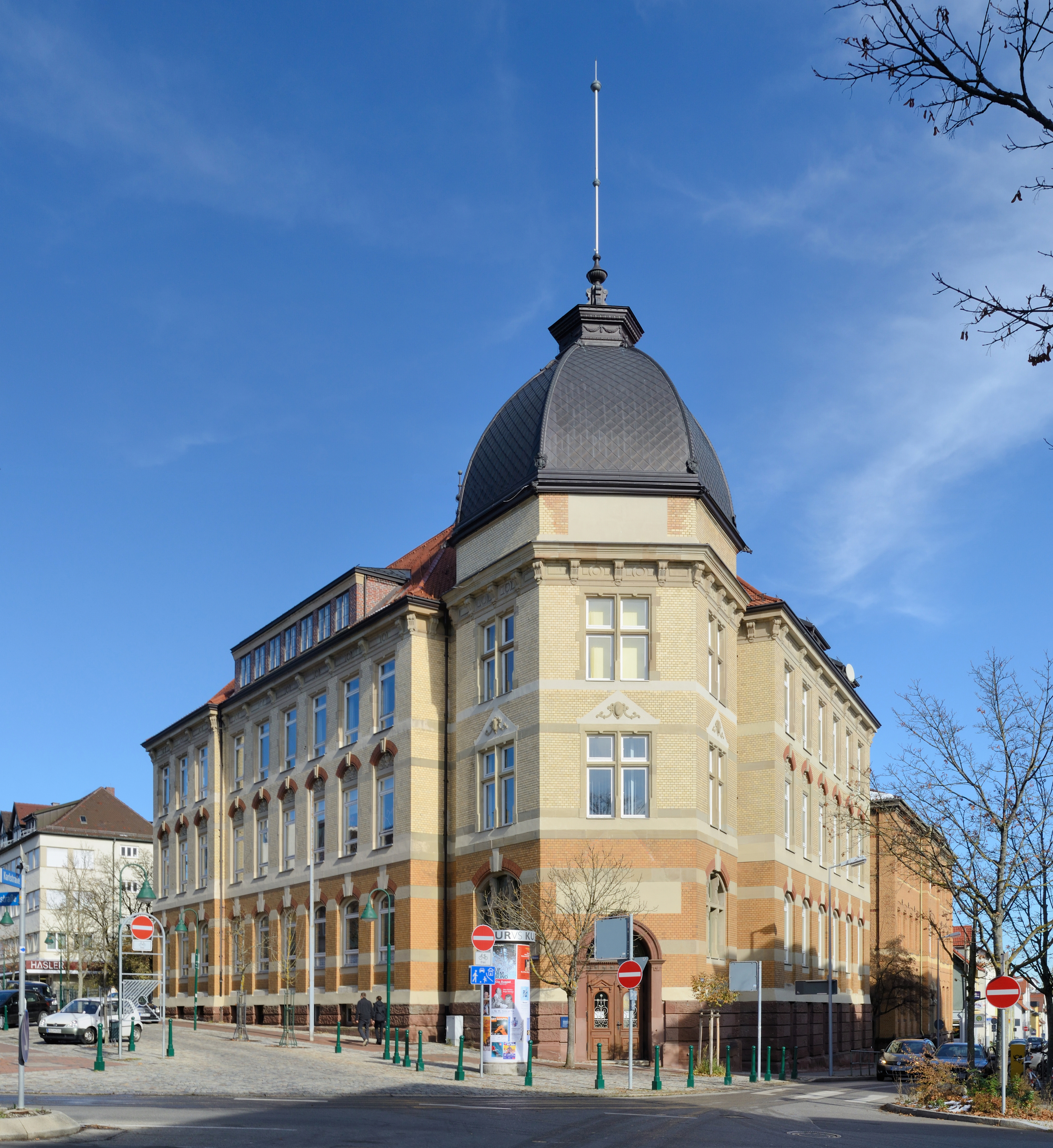
Janusz-Korczak-Schule Schwenningen

 Den Status der Region als Doppelstadt weisen zwei zunächst historisch auffallend heterogen gewachsene Städte aus: Das badische Villingen (westlicher Teil der Doppelstadt) und das württembergische Schwenningen sind ehemals selbstständige Städte, die zwar nur wenige Kilometer voneinander entfernt, aber durch eine Verwaltungsgrenze getrennt lagen. Beide Flächen fungieren heute als zwei große Stadtteile. Villingen-Schwenningen ist seit der Gründung 1972 eine Große Kreisstadt: Diesen Namenszusatz trugen die beiden einstigen Städte „Villingen im Schwarzwald“ (vormals Große Kreisstadt Villingen) und „Schwenningen am Neckar“ (vormals Große Kreisstadt innerhalb des damaligen Kreises Rottweil) jedoch jeweils unabhängig voneinander bereits seit 1. April 1956.
Zu den weiteren Besonderheiten gehört, dass Villingen-Schwenningen die größte der Gemeinden Deutschlands ist, die über 700 m NHN liegen. Aus verwaltungstechnischer Sicht ist Villingen-Schwenningen als Oberzentrum der Region Schwarzwald-Baar-Heuberg bis dato auch das höchstgelegene Oberzentrum in Deutschland.

## Geschichte

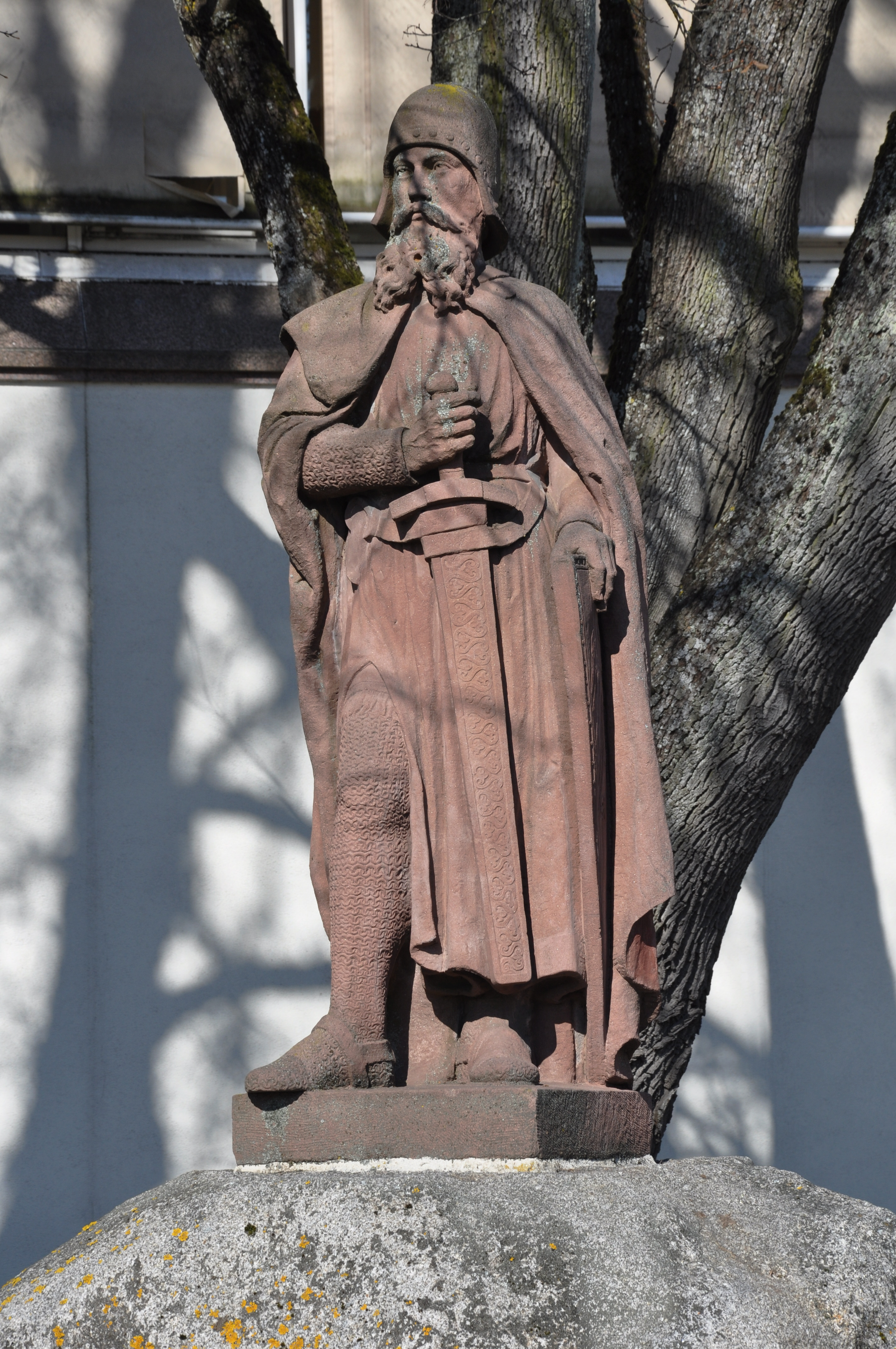
Statue von Graf Bertold, dem Villinger Stadtgründer, aus dem Jahr 1907

Die Geschichte der ehemaligen Stadt Villingen einerseits und der ehemaligen Stadt Schwenningen andererseits ist jeweils sehr unterschiedlich. Die bürgerlich geprägte Stadtgeschichte Villingens reicht bis ins frühe Mittelalter zurück. Knapp 500 Jahre lang war für Villingen die Zugehörigkeit zu Vorderösterreich maßgebend. Erst ab 1806 bis 1918 gehörte Villingen zum Großherzogtum Baden. Das württembergische Schwenningen hingegen bewahrte lange Zeit einen eher dörflichen Charakter mit einer ausgeprägten bäuerlich-handwerklichen Tradition. Erst mit der Industrialisierung im 19. Jahrhundert stieg die Einwohnerzahl schnell. Schwenningen entwickelte sich zu einem bedeutenden Zentrum der Uhrenindustrie. Erst 1907 wurde das mit rund 13.000 Einwohnern „größte Dorf“ im Königreich Württemberg (1806 bis 1918) zur Stadt erhoben.
In der Zwischenkriegszeit 1918 bis 1933, der Zeit der Weimarer Republik, gehörte Villingen der Republik Baden an, Schwenningen hingegen war dem Volksstaat Württemberg zugeordnet. Mit der Machtergreifung der Nationalsozialisten im Jahr 1933 wurden Baden und Württemberg gleichgeschaltet. Nach dem Zweiten Weltkrieg zählte Villingen vorübergehend zu Südbaden, Schwenningen zu Württemberg-Hohenzollern. Mit dem Zusammenschluss der Länder Württemberg-Baden, Baden (Südbaden) und Württemberg-Hohenzollern gingen Villingen und Schwenningen im neuen Bundesland Baden-Württemberg auf. Villingen war Kreisstadt eines südbadischen Kreises, während Schwenningen als „Große Kreisstadt“ Teil des Kreises Rottweil war.
Der Zusammenschluss von Villingen und Schwenningen am 1. Januar 1972 ist eng mit einer tiefgreifenden Gebietsreform in Baden-Württemberg verknüpft. Infolge dieser Neugliederung schrumpfte die Zahl der Landkreise 1973 von 63 auf 35; die Zahl der selbstständigen Gemeinden verringerte sich zwischen 1968 und 1975 von 3379 auf 1111. Außerdem wurden im Land zwölf Regionalverbände als Körperschaften des öffentlichen Rechts gebildet. Die beiden Oberbürgermeister, Gerhard Gebauer (SPD) aus Schwenningen und sein Villinger Amtskollege Severin Kern (CDU) hatten sich bereits 1968 darauf verständigt, die beiden großen Kreisstädte zusammenzuführen. Ziel war es, ein neues Oberzentrum zu schaffen. Dieser Zusammenschluss sollte der Region innerhalb Baden-Württembergs ein stärkeres wirtschaftliches und politisches Gewicht verleihen. Die Fusion der beiden Städte wurde von den tragenden politischen Kräften unterstützt. Bereits 1969 stimmten die beiden Städte in einem gemeinsamen Ausschuss bedeutsame kommunalpolitische Vorhaben miteinander ab. Nennenswerte Gegenwehr entstand nur in Villingen. Die Bürger entschieden im März 1971 die Debatte an der Wahlurne: In Villingen befürworteten 64,2 Prozent den Zusammenschluss, in Schwenningen 77,4 Prozent. Im November 1971 wählten die Bürger den Kandidaten Gerhard Gebauer mit 97 Prozent der Stimmen zum ersten Oberbürgermeister der Stadt Villingen-Schwenningen.
Der Prozess des Zusammenwachsens der beiden Städte ist bis heute nicht abgeschlossen. Dazu haben einschneidende wirtschaftliche Strukturveränderungen wie der Niedergang der Uhren- und Unterhaltungselektronikindustrie beigetragen, die sich nachhaltig auf die Entwicklung des Oberzentrums auswirkten.

### Eckpunkte der Stadtgeschichte

#### Villingen

Riedstraße um 1912

Am Westrand Villingens zieht sich von Norden nach Süden eine alte Siedlungsgrenze hin, die sogenannte Buntsandsteingrenze, die den unzugänglichen Schwarzwald im Westen vom östlich davon gelegenen offenen Kalkland der seit der jüngeren Steinzeit besiedelten Hochebene der Baar trennt. Die ersten Ansiedlungen befanden sich östlich des heutigen Villingen links der Brigach.

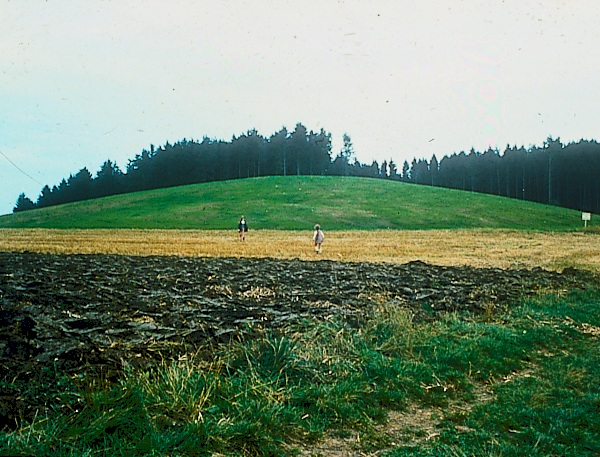
Villinger Magdalenenberg

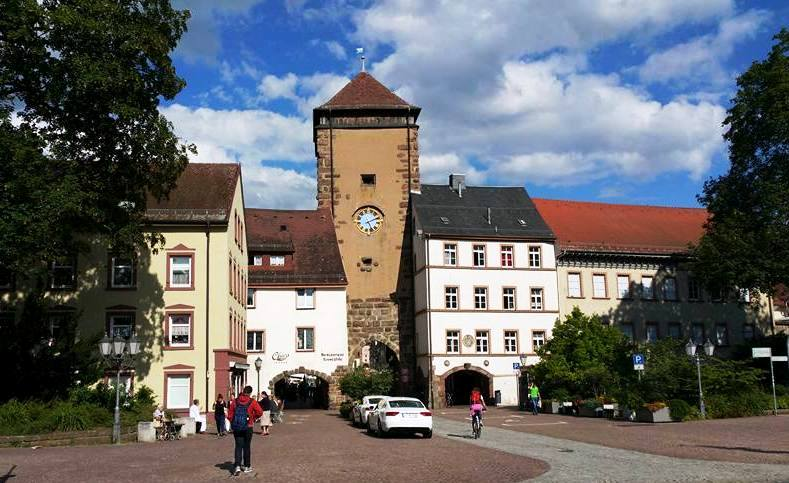
Villinger Riettor

In der frühen Neuzeit entstanden in Villingen die Chronik des Heinrich Hug (1495–1533), die die Zeit des Deutschen Bauernkriegs beschreibt, und die Tagebücher aus der Zeit des Dreißigjährigen Kriegs des Abtes Georg Michael Gaisser (1621–1655) des Klosters St. Georgen, das nach Villingen geflüchtet war. Vorläufer waren in der Geschichtsforschung der Stadt Villingen der Freiburger Kirchenhistoriker Johann Georg Benedikt Kefer (1744–1833), ein gebürtiger Villinger, und der Gewerbeschullehrer J. N. Schleicher, der ab 1851 das Stadtarchiv neu ordnete. 1854 verließ er Villingen. Im Jahr 1876 kam Christian Roder nach Villingen, er ordnete und sammelte die alten Schriften des Archivs und gab 1883 die Hugsche Chronik neu heraus. Im Jahr 1876 gründeten der Villinger Buchhändler Ferdinand Förderer (1814–1889), Herausgeber des Schwarzwälder, und der Pfarrer Johann Nepomuk Oberle (1807–1891) zusammen mit Gleichgesinnten eine Altertümersammlung. Sie sammelten alte Kulturgüter und riefen auch die Bevölkerung dazu auf. Die Sammlung wurde im alten Rathaus untergebracht. Nach dem Kauf der Bildteppiche 1910 und der Sammlung Bichweiler sowie der Schwarzwaldsammlung des Oskar Spiegelhalder 1929 entschloss sich die Stadt zum Ausbau des ehemaligen Franziskanerklosters, doch die Weltwirtschaftskrise zwang zu Einsparungen, so dass unter Paul Revellio die Ausstellung zunächst im Kaufhaus und später im ehemaligen Waisenhaus erfolgte. Wegen des Zweiten Weltkriegs musste die Sammlung mehrfach ausgelagert werden; insgesamt wurden elf auswärtige Depots angelegt. Die Sammlungen wurden anschließend im Alten Rathaus untergebracht. Die Ausgrabung des Magdalenenbergs von 1970 bis 1974 erforderte den Bau eines neuen Museums.

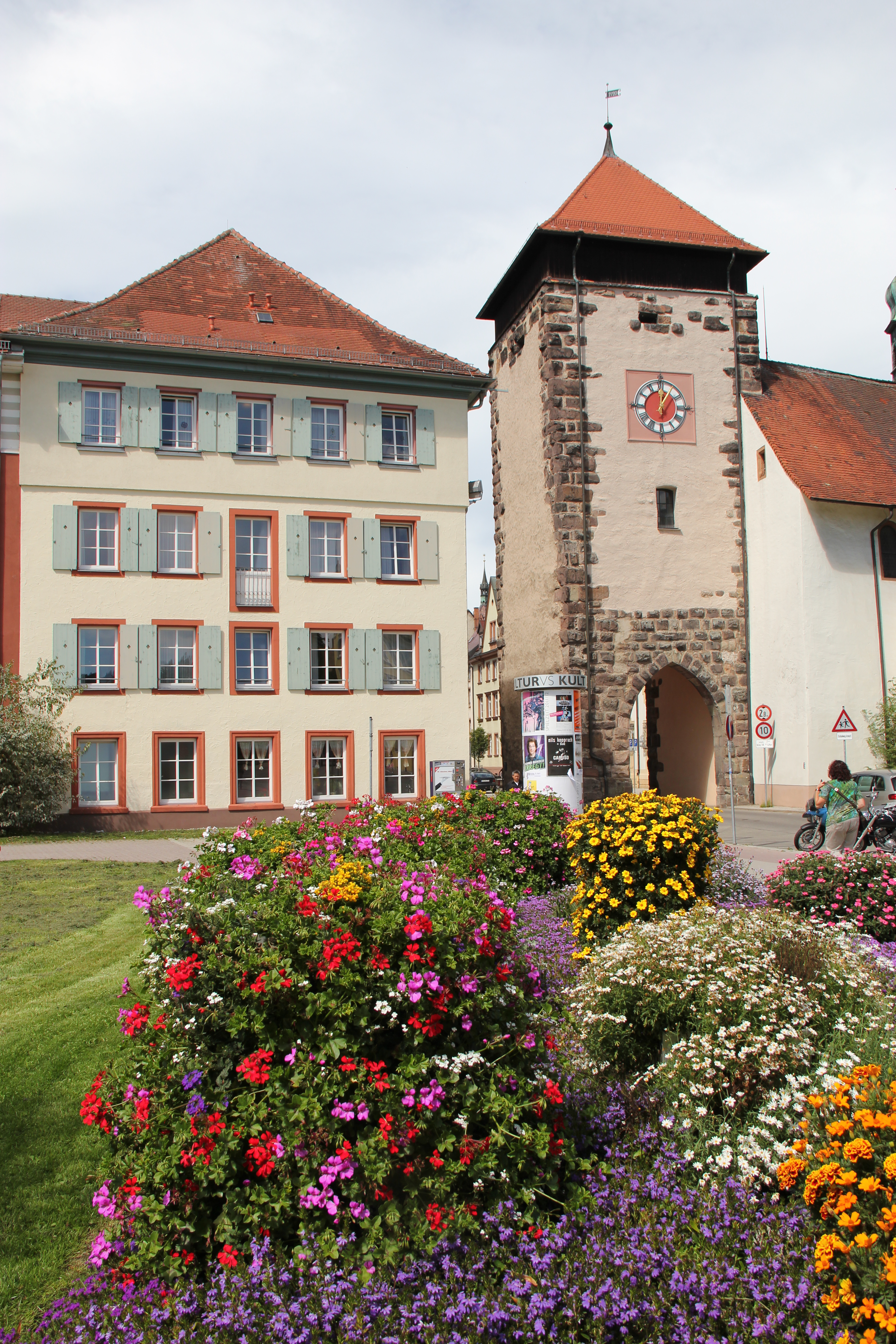
Villinger Bickentor

- 616 v. Chr.: Ein Hügel ganz in der Nähe südwestlich von Villingen, der Magdalenenberg, erwies sich bei den 1890 unter Leitung des Oberförsters Ganter und 1970–1973 unter Leitung des Prähistorikers K. Spindler durchgeführten Grabungen als hallstattzeitlicher „Fürstengrabhügel“ und größter Grabhügel Mitteleuropas. Die jahrgenaue Datierung ergibt sich aus dem dendrochronologisch ermittelten Fälldatum der Eichen, aus denen die zentrale Grabkammer gezimmert war.
- Für die Zeit zwischen 100 und 300 n. Chr. wird die Anwesenheit von Römern vermutet.

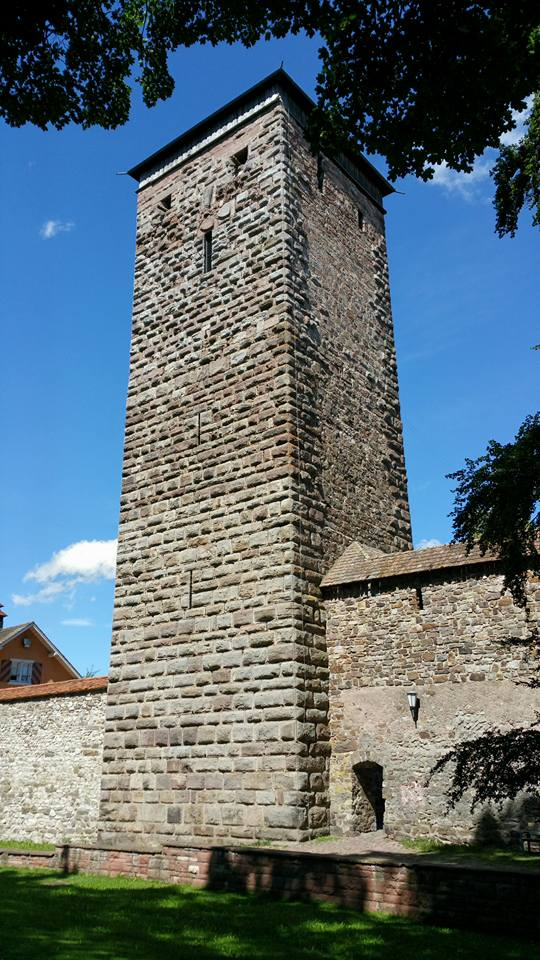
Villinger Romäusturm

- Villinger Romäusturm Seit dem 4. Jahrhundert siedelten an der Altstadtquelle links der Brigach Alamannen.
- 817: Erste Erwähnung Villingens und Schwenningens in einer Urkunde Kaiser Ludwigs des Frommen[12]
- 29. März 999: Kaiser Otto III. verlieh das Markt-, Münz- und Zollrecht von Villingen an Graf Birchtilo / Bezelin von Villingen[13]
- 1119: Die Zähringer gründeten Villingen auf der gegenüberliegenden, rechten Seite der Brigach neu. Dabei entstand das für Zähringerstädte typische Straßenkreuz.
- 1218: Nach dem Aussterben der Zähringer 1218 wurde Villingen Reichsstadt.
- 1230er Jahre Gründung Kloster St. Clara (Bickenkloster) ein Klarissenkloster, zuletzt als Ursulinenkloster St. Ursula
- 1271: Villingen wurde durch einen Flächenbrand komplett zerstört.[14]
- 1283: Die Fürstenberger erhielten Villingen von Kaiser Rudolph von Habsburg als Reichslehen. Villingen verlor damit seine Reichsfreiheit wieder.
- 1324: Der auch von den Grafen von Fürstenberg anerkannte Zunftbrief regelte durch Bestimmungen für die Wahl von Bürgermeister, Zunftmeistern und Richtern das politische Leben der Stadt neu. Das Hauptgewerbe war damals die Wollweberei.
- 1326: Villingen wurde an Österreich verkauft und gehörte bis 1805 zu Vorderösterreich.
- 1349: Über die Hälfte der Bevölkerung starb an der Pest.
- 1524/1525: Im Deutschen Bauernkrieg wurde die Stadt bedroht, aber nie ernsthaft belagert. Im Gegenteil, sie griff aktiv auf Seiten Vorderösterreichs in den Krieg gegen die Bauern ein, indem sie die umliegenden Ortschaften (zum Beispiel Schwenningen) überfiel.

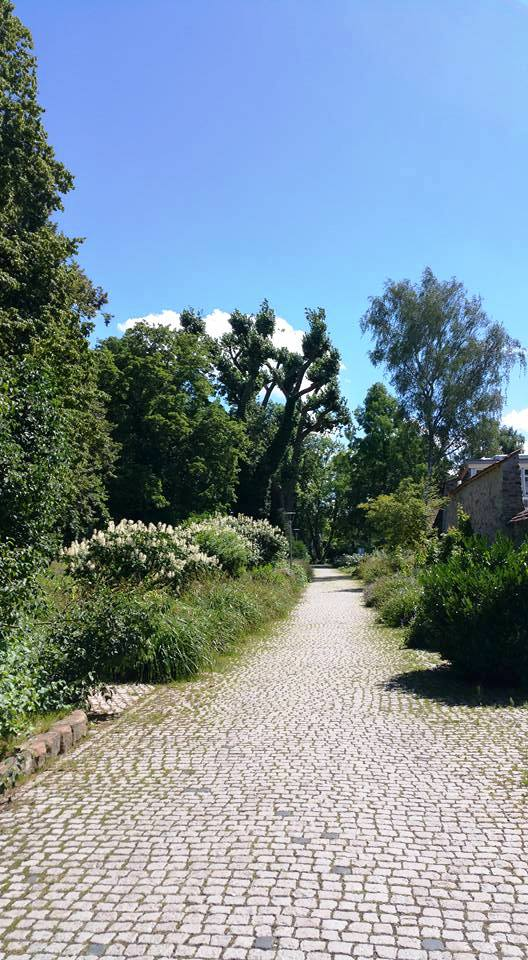
Um die gesamte Altstadt führt die begrünte Villinger Anlage.

- Um die gesamte Altstadt führt die begrünte Villinger Anlage.1535 und im Frühjahr 1541 sowie 1553/54, 1583/84, 1594/95 und vom September 1610 bis zum Sommer 1611 fand in Villingen die Universität Freiburg Zuflucht vor der Pest. Am 7. Mai 1611 promovierte hier Markus Roy zum „Doctor beider Rechte“.[15]
- 1572 wurde am 24. Juni durch Beschluss der Stadt eine Schulordnung erlassen, die Unterricht für Sommer und Winter vorschrieb. Nach Geschlecht getrennt, hatten Knaben täglich sechs und Mädchen drei Stunden Unterricht. Es bestand kein gesetzlicher Schulzwang, aber eine moralische Verpflichtung zum Schulbesuch. Die Rahmenbedingungen zum Villinger Schulwesen und auf der gesamten Baar waren durch den Bischof von Konstanz, Marc Sittich, in der Konstanzer Diözesansynode von 1567 festgelegt worden.[16]
- ab 1633: Die Stadt wurde im Dreißigjährigen Krieg dreimal durch Schweden belagert, aber weder die Belagerungen 1633 noch die Wasserbelagerung 1634 durch den Generalfeldzeugmeister Georg Friedrich vom Holtz zu Niederholz waren erfolgreich.[17]
- 1703 überquerte eine rund 35.000 Mann starke französische Armee während des Spanischen Erbfolgekrieges unter Marschall Villars erneut den Rhein, nahm die Festung Kehl ein und wandte sich schließlich gegen das Kinzigtal. Hier standen gerade einmal 4000 Verteidiger des schwäbischen Reichskreises unter dem Kommando Prosper Ferdinands von Fürstenberg-Stühlingen. Dieser erkannte die aussichtslose Lage und konnte sich mit Glück nach Wolfach zurückziehen. Gengenbach, Zell am Harmersbach[18] und Haslach wurde von den Franzosen eingenommen, Hausach dem Erdboden gleichgemacht. Die Wolfacher hingegen hatten Glück. Villars ließ seine Armee nach einigem Zögern in südlicher Richtung durch das Gutachtal nach Villingen abmarschieren. Dort misslang ihm am 4. und 5. Mai ein Handstreich auf die nur unzulänglich befestigte Stadt. Am 12. Mai traf er in Tuttlingen mit den Bayerischen Truppen unter Kurfürst Maximilian II. Emanuel zusammen. Noch im selben Jahr schlugen sie gemeinsam die kaiserlichen Truppen in der ersten Schlacht von Höchstädt. Das Kinzigtal wurde von Frankreich besetzt.

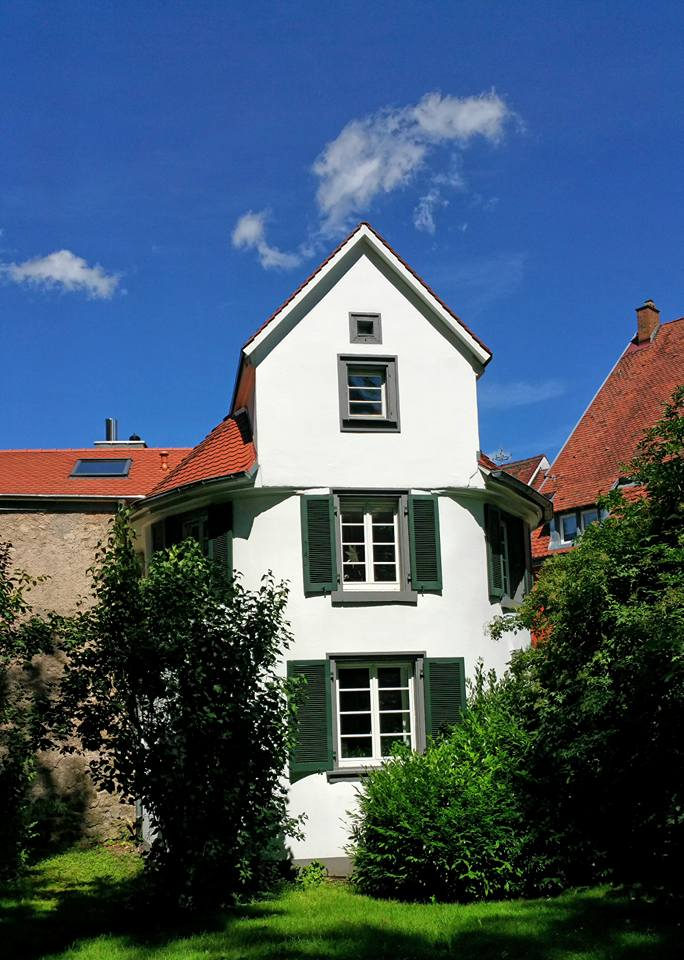
„Durchbrechung“ der Stadtmauer in der Villinger Anlage

- „Durchbrechung“ der Stadtmauer in der Villinger Anlage15. Juli 1704: Villingen wurde im Zuge des Spanischen Erbfolgekrieges erneut massiv belagert, eine Übermacht von mehreren zehntausend Franzosen unter dem Marschall Tallard belagerte die Stadt nach den neuesten Methoden des Vaubanschen Festungskriegs. Doch die Stadt wurde tapfer verteidigt, geschlagene Breschen sofort geschlossen, nächtliche Angriffe mit Brandbomben wurden diszipliniert abgewehrt, und auch Regenwetter kam zu Hilfe. Die Angreifer erlitten große Verluste, so dass Tallard am 21. Juli abzog. Mit der französischen Niederlage bei der zweiten Schlacht von Höchstädt im August 1704 endete die Besatzung des Kinzigtals.
- Im Jahre 1805 ging die Stadt an Württemberg und 1806 an Baden.
- 1848: Die Revolution griff auf Villingen und Schwenningen über.
- 1859: Die neu gegründete evangelische Gemeinde kaufte die ehemalige Johanniterkirche und feiert seitdem hier in der Johanneskirche ihre Gottesdienste.
- 1873 erfolgte der Bau der Schwarzwaldbahn von Offenburg nach Konstanz.
- 1. August 1914: Mobilmachung für den Ersten Weltkrieg, viele Villinger kehrten nicht von den Schlachtfeldern zurück.
- 1933: Bei der Märzwahl zum Reichstag entfielen in Villingen 33,4 Prozent auf die NSDAP und 33,1 Prozent auf das Zentrum.[19]
- 1938: Der Betsaal der Jüdischen Gemeinde in der Gerberstraße wurde beim Novemberpogrom 1938 von SA-Männern zerstört. Heute erinnern ein Brunnen und eine Gedenktafel an dieses Gotteshaus und an die jüdischen Opfer der Shoa[20]
- Villingen war während des Deutschen Reiches in den Jahren 1940 bis 1945 Sitz des Stammlagers V-B im Wehrkreis V der Wehrmacht zur Inhaftierung von Kriegsgefangenen.[21]
- Februar 1945: mehrere Bombenangriffe führten zur Zerstörung der Bickenkapelle und einiger Häuser um den Bahnhof, aber auch einige Gebäude der SABA wurden zerstört[22][23]
- 1945: Am 20. April rückten französische Truppen ein. Die Stadt wurde kampflos übergeben.[21]

#### Schwenningen
- 0817: Erste Erwähnung Schwenningens und Villingens in einer Urkunde Kaiser Ludwigs des Frommen.[12]
- 1444: Schwenningen kommt zu Württemberg und wird dem Amt bzw. Oberamt Tuttlingen zugeordnet.

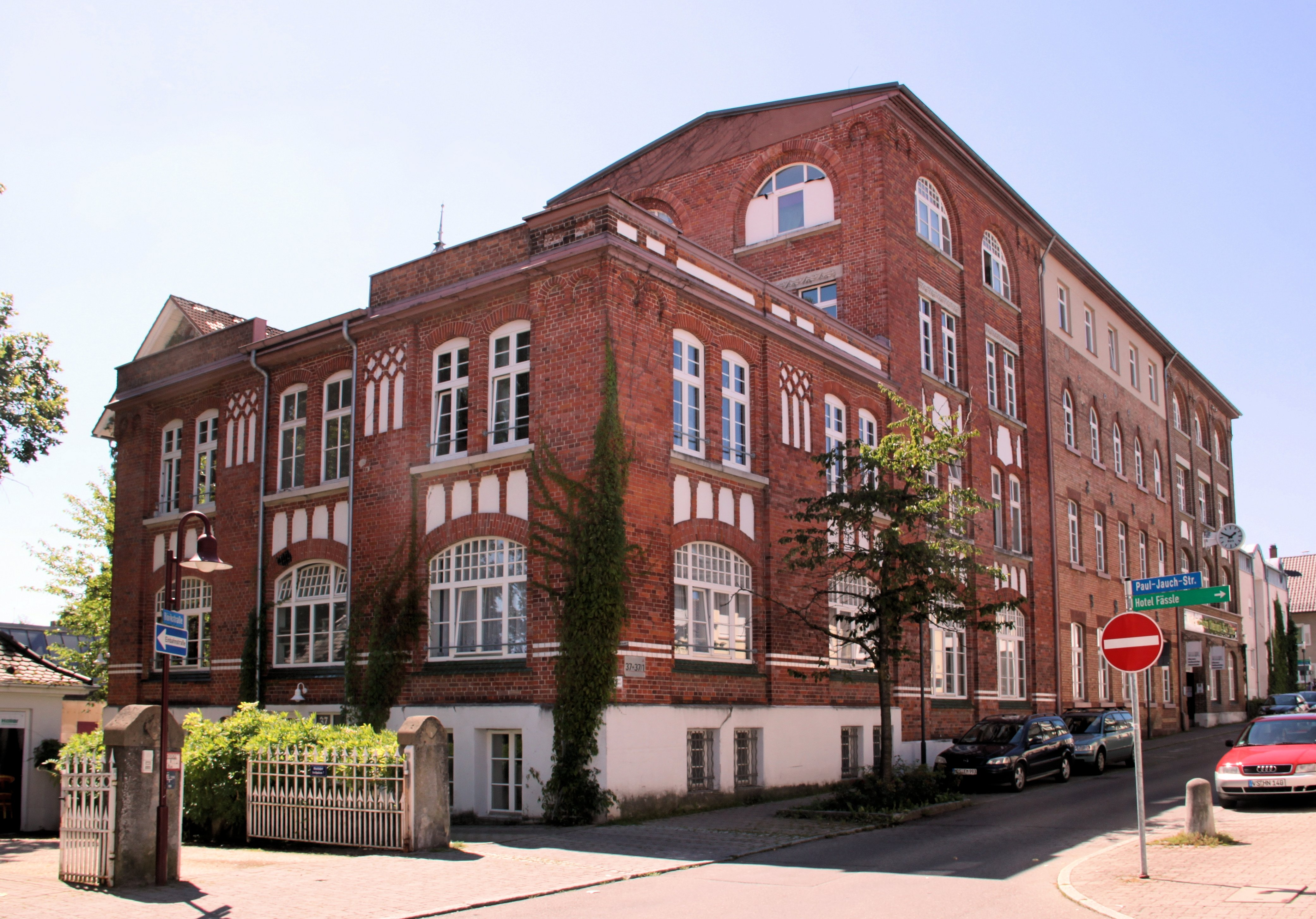
Schwenninger Uhrenindustriemuseum in der Württembergischen Uhrenfabrik Bürk

- Schwenninger Uhrenindustriemuseum in der Württembergischen Uhrenfabrik Bürk1525: Im Bauernkrieg griffen Villinger am 20. Juni das Dorf Schwenningen an und verbrannten es fast vollständig.
- 1824: Im Bereich der heutigen Salinenstraße wurde die Saline Wilhelmshall mit sechs Siedhäusern errichtet.
- 1830: Schwenningen erhält Marktgerechtigkeit.
- 1842: Schwenningen kam vom Oberamt Tuttlingen zum Oberamt Rottweil, aus dem 1938 der Landkreis Rottweil hervorging.
- 1848: Gründung des Uhren-Gewerbe-Vereins.
- 1858: Gründung der ersten Uhrenfabrik für tragbare Nachtwächterkontrolluhren in Schwenningen durch Johannes Bürk. Weitere Fabrikgründungen waren: 1860 Uhrenfabrik Mauthe, 1883 Schlenker & Kienzle, 1888 Schlenker-Grusen, 1890 Johann Jäckle, Metallwaren, 1902 Johannes Schlenker (ISMET), 1925 Steinel. Schwenningen nannte sich Mitte des 20. Jahrhunderts „die größte Uhrenstadt der Welt“.
- 1869: Eröffnung der Strecke Rottweil–Schwenningen–Villingen durch die Württembergischen Staatseisenbahnen.

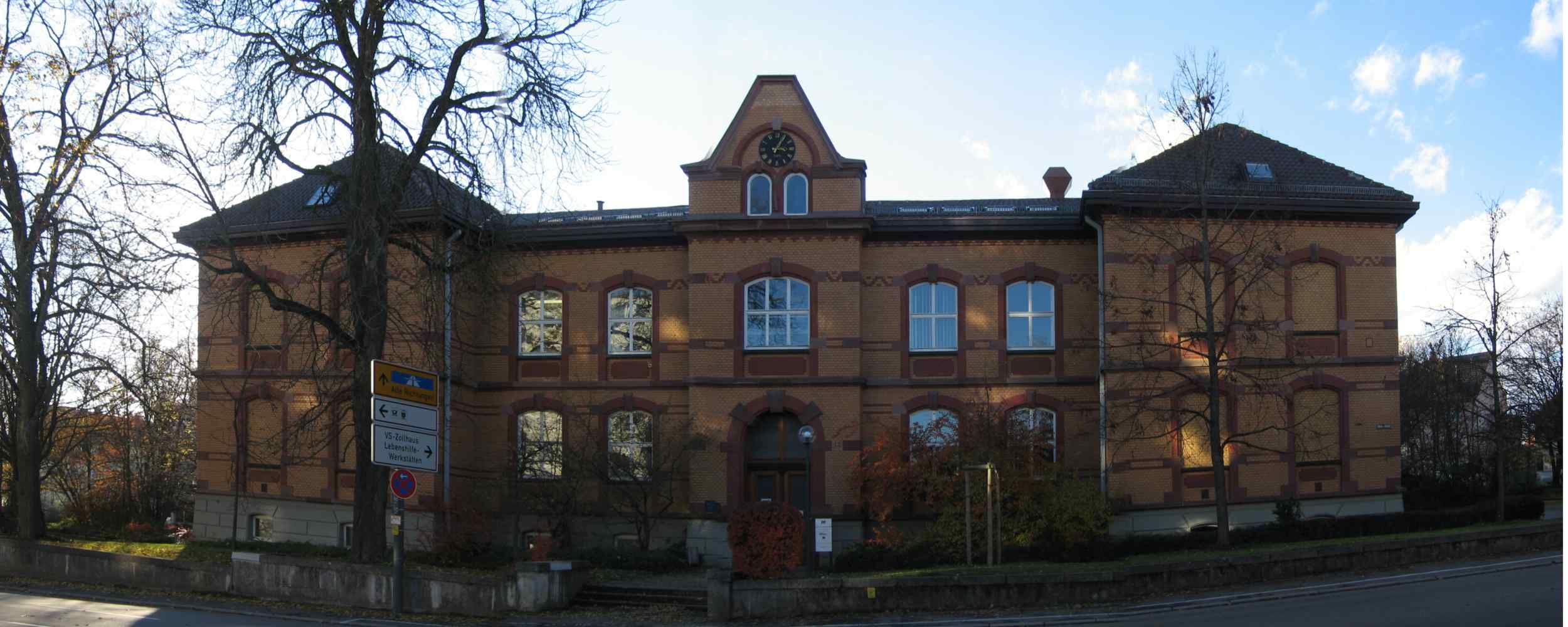
Feintechnikschule Schwenningen

- Feintechnikschule Schwenningen1885: Gründung der ersten sozialistischen Gewerkschaft.
- 1900: Einweihung der „Königlich Württembergische Fachschule für Feinmechanik, Elektromechanik und Uhrmacherei“, heute Staatliche Feintechnikschule mit Technischem Gymnasium.
- 1907: Schwenningen, bisher größtes Dorf Württembergs, wird zur Stadt erhoben.
- 1933: Bei der Märzwahl zum Reichstag entfielen in Schwenningen 31,5 Prozent auf die NSDAP, 21,7 Prozent auf die KPD und 21,6 Prozent auf die SPD.[24]

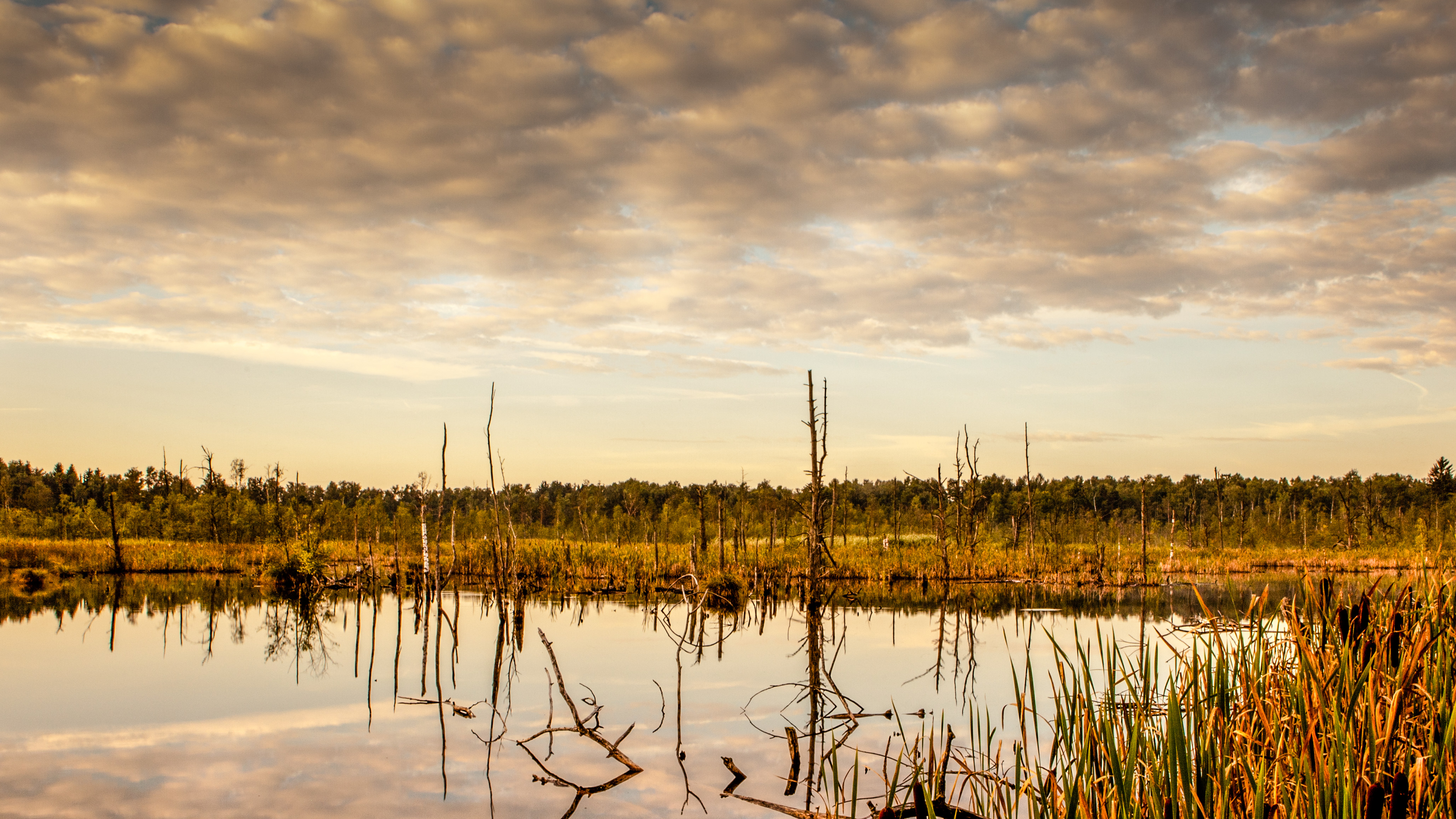
Neckarursprung und Naturschutzgebiet: Das Schwenninger Moos

- Neckarursprung und Naturschutzgebiet: Das Schwenninger MoosIn der Zeit des Nationalsozialismus wurden im Krematorium die KZ-Opfer aus den umliegenden KZ-Außenlagern Schömberg, Schörzingen, Dautmergen und Erzingen eingeäschert. Die Urnen befinden sich in einem Sammelgrab und in 117 Einzelgräbern auf dem Friedhof, woran Gedenksteine erinnern. Unter den Toten befanden sich auch Opfer der „Euthanasie“-Tötungsaktion T4 und ausländische Zwangsarbeiter.
- 1945: Am 20. April wurde die Stadt nach dem Eintreffen der Franzosen kampflos übergeben.[25]
- 1950: Erste Messeveranstaltung „Südwest stellt aus“
- 1956: Die Uhrenfabrik Kienzle fertigte die ersten batteriebetriebenen Uhren; die erste Solaruhr „Heliomat“ kam im gleichen Jahr auf den Markt.
- 1970er Jahre: Durch die Einführung der Quarzuhrwerke begann der Niedergang der Schwenninger Uhrenindustrie.

#### Villingen-Schwenningen
- 1972 Im Rahmen der Gemeinde- und Kreisreform schließen sich Villingen und Schwenningen nach einem positiven Votum der Bürger zur Stadt Villingen-Schwenningen zusammen.
- 1976 Verleihung der Ehrenfahne des Europarats an Villingen-Schwenningen für seine Bemühungen um gute Beziehungen zu den Partnerstädten.
- 1985 fanden in Villingen-Schwenningen die Heimattage Baden-Württemberg statt.
- 1994 Villingen-Schwenningen erzielt den ersten Platz im Umweltreport des Focus als Stadt mit der höchsten Lebensqualität aller deutschen Städte mit über 80.000 Einwohnern.
- 2001 Villingen-Schwenningen erhält nach dreißig Jahren ein gemeinsames Stadtwappen.

#### Stadtteile und Wappen
| Wappen Herzogenweiler | Herzogenweiler gehörte zum Fürstentum Fürstenberg, kam 1805 an Württemberg, 1806 an Baden und gehörte zunächst zum Amt Hüfingen, ab 1813 zum Bezirksamt Villingen, ab 1819 erneut zum Amt Hüfingen, 1844 zum Bezirksamt Donaueschingen und ab 1851 erneut zum Bezirksamt Villingen, aus dem 1939 der Landkreis Villingen hervorging. |
| Wappen Marbach        | Marbach gehörte zu Vorderösterreich und gelangte 1805 an Württemberg, 1806 an Baden und gehörte dann zum Bezirksamt Villingen. |
| Wappen Mühlhausen     | Mühlhausen gehörte zur Reichsstadt Rottweil, kam mit dieser 1803 an Württemberg und gehörte dann zum Oberamt Rottweil, ab 1810 zum Oberamt Tuttlingen und ab 1938 (wieder) zum Landkreis Rottweil. |
| Wappen Obereschach    | Obereschach gehörte dem Johanniter-/Malteserorden, wurde 1805 württembergisch und 1806 badisch (Tausch- und Epurationsvertrag). Es gehörte dann stets zum Bezirksamt Villingen. |
| Wappen Pfaffenweiler  | Pfaffenweiler gehörte spätestens seit dem 18. Jahrhundert zu Vorderösterreich und teilte daher die Geschichte der Stadt Villingen, das heißt, es wurde 1805 württembergisch und 1806 badisch. Danach gehörte der Pfaffenweiler zum Bezirksamt Villingen.                                                                             |
| Wappen Rietheim       | Rietheim gehörte zu Vorderösterreich, kam 1805 an Württemberg, 1806 an Baden und war dann dem Bezirksamt Villingen zugeordnet. |
| Wappen Tannheim       | Tannheim gehörte zum Fürstentum Fürstenberg, kam 1805 an Württemberg, 1806 an Baden und gehörte zunächst zum Amt Hüfingen, ab 1813 zum Bezirksamt Villingen, ab 1819 erneut zum Amt Hüfingen und ab 1844 zum Bezirksamt Donaueschingen, aus dem 1939 der Landkreis Donaueschingen hervorging.                                        |
| Wappen Weigheim       | Weigheim gehörte zum Fürstentum Fürstenberg, kam 1805 an Württemberg und wurde dem Oberamt Tuttlingen zugeordnet. 1938 kam der Ort zum Landkreis Rottweil. |
| Wappen Weilersbach    | Weilersbach gehörte zur Rottweiler Bruderschaft, kam 1803 an Württemberg und wurde zunächst dem Oberamt Rottweil zugeordnet, wurde jedoch 1810 im Tausch an Baden gegeben und gehörte dann zum Bezirksamt Villingen. |

### Eingemeindungen

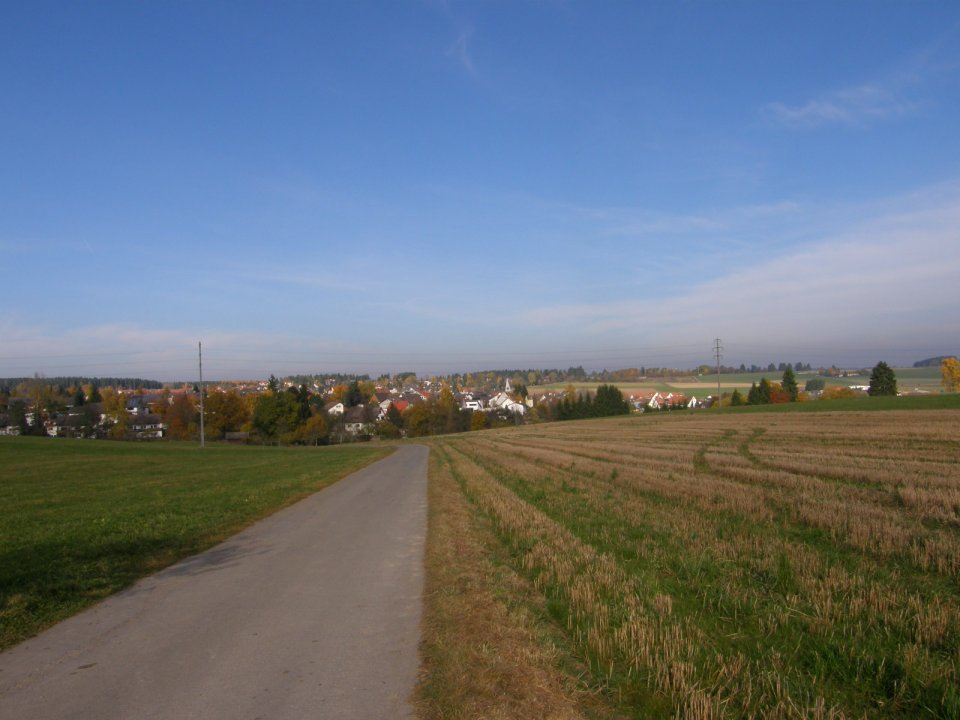
Pfaffenweiler, seit 1972 in Villingen-Schwenningen eingemeindet

Das Gebiet der Stadt Villingen-Schwenningen hat sich wie folgt entwickelt (soweit nicht anders angegeben gehörten die Gemeinden vor 1973 zum Landkreis Villingen):
- Am 1. Januar 1970 wurde die Gemeinde Mühlhausen (Landkreis Rottweil) in die Stadt Schwenningen am Neckar (Landkreis Rottweil) eingemeindet.
- Am 1. Dezember 1971 wurde die Gemeinde Obereschach in die Stadt Villingen im Schwarzwald eingemeindet.[26]
- Am 1. Januar 1972 wurden die beiden Städte Villingen im Schwarzwald und Schwenningen am Neckar zur neuen Stadt Villingen-Schwenningen vereinigt. Gleichzeitig wurde der Landkreis Villingen in „Landkreis Villingen-Schwenningen“ umbenannt.[26]
- Am 1. April 1972 wurden die Gemeinden Herzogenweiler, Pfaffenweiler und Rietheim (alle Landkreis Villingen-Schwenningen) sowie Tannheim (bisher Landkreis Donaueschingen) in die neue Stadt Villingen-Schwenningen eingemeindet.[26]
- Am 1. Januar 1974 wurde die Gemeinde Marbach in die Stadt Villingen-Schwenningen eingemeindet.[27]
- Am 1. Januar 1975 wurden die Gemeinden Weigheim (bis Ende 1972 im Landkreis Rottweil) und Weilersbach in die Stadt Villingen-Schwenningen eingemeindet.[27]

Die Nachbargemeinde Mönchweiler sollte im Zuge der Verwaltungsreform ebenfalls in die Stadt Villingen-Schwenningen eingemeindet werden. Aufgrund von Protesten der Mönchweiler Bürgerinnen und Bürger sah man davon später allerdings ab, woraufhin die Gemeinde bis heute eigenständig blieb.

### Einwohnerentwicklung

Einwohnerentwicklung von Villingen-Schwenningen von 1972 bis 2018

Im Mittelalter und der frühen Neuzeit hatten Villingen und Schwenningen nur wenige hundert Einwohner. Die Bevölkerung wuchs nur langsam und ging durch Kriege, Seuchen und Hungersnöte immer wieder zurück. Erst mit der Industrialisierung im 20. Jahrhundert beschleunigte sich das Bevölkerungswachstum. Villingen hatte 1900 erst 7.800 Einwohner, 17.000 waren es im Jahr 1939. Durch Flüchtlingszuweisungen stieg die Einwohnerzahl bis 1945 auf 23.000 an, obwohl Villingen im Zweiten Weltkrieg 1010 Gefallene zu verzeichnen hatte (im Ersten Weltkrieg 197 Gefallene). 1971 waren es 39.000. In Schwenningen lebten 1900 rund 10.000 Menschen, 1971 waren es 35.000. Am 1. Januar 1972 wurden die beiden Städte zur neuen Stadt Villingen-Schwenningen mit rund 80.000 Einwohnern vereinigt. Seitdem schwankt die Bevölkerungszahl um diese Grenze. Am 30. Juni 2005 betrug die „Amtliche Einwohnerzahl“ für Villingen-Schwenningen nach Fortschreibung des Statistischen Landesamtes Baden-Württemberg 83.921 (nur Hauptwohnsitze und nach Abgleich mit den anderen Landesämtern). Zum 31. Dezember 2020 lag diese Zahl bei 85.686 Einwohnern.

## Konfessionen und Religionen

### Religionsgeschichte Villingens

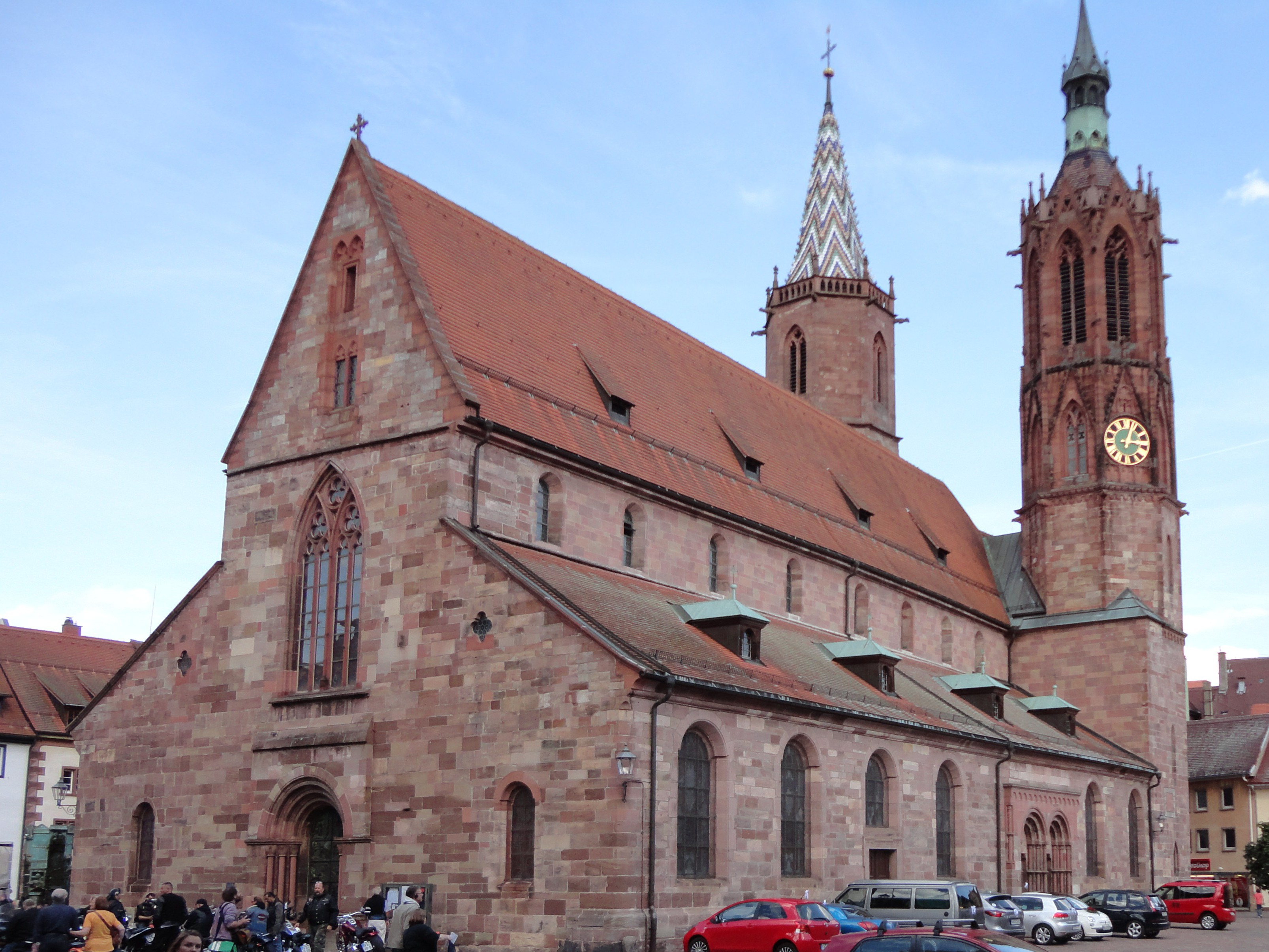
Münster zu Unserer Lieben Frau

Villingen gehörte zunächst zum Bistum Konstanz und war dem Archidiakonat „vor dem Wald“ unterstellt. Später wurde die Stadt Sitz eines Landkapitels. Zwischen 1520 und 1530 versuchte das Franziskanerprovinzial die Reformation einzuführen, doch scheiterte dies an der Regierung Vorderösterreichs, zu der die Stadt gehörte. Villingen blieb daher bis ins 19. Jahrhundert überwiegend katholisch. Die ursprüngliche Pfarrkirche Villingens war die heutige Friedhofskirche, deren romanischer Turm noch erhalten ist. Das Münster zu Unserer Lieben Frau, eine Doppelturmbasilika aus dem 12. Jahrhundert, war die „Leutkirche“, die schon im Gründungsplan der Stadt vorgesehen war. Sie ist die heutige katholische Hauptkirche Villingens.
Von deren Pfarrei spaltete sich 1927 die Kuratie St. Fidelis ab, die 1942 zur Pfarrei erhoben wurde. Die zugehörige Kirche wurde 1953/54 erbaut. Von der Pfarrei St. Fidelis spaltete sich 1956 die Kuratie St. Konrad ab, die 1970 zur Pfarrei erhoben wurde. Die zugehörige Kirche wurde 1964/67 erbaut. Eine weitere katholische Kirche ist die 1962/64 erbaute Kirche St. Bruder Klaus im Nordosten der Stadt. Hier gab es seit 1963 eine eigene Kuratie und seit 1969 eine Pfarrei. Die Kirche der jüngsten Pfarrei Heilig Kreuz wurde 1973 geweiht. Alle fünf Gemeinden bilden heute, zusammen mit der Filialgemeinde St. Konrad/Rietheim, die katholische Seelsorgeeinheit Villingen.
Neben der Pfarrkirche (Münster) gab es in Villingen mehrere Klöster. Der Johanniter-/Malteserorden gründete 1253 in Villingen eine Kommende und baute eine Kirche. Die Kommende Villingen gehörte bis 1806 zum katholischen Großpriorat Deutschland des Johanniter-/Malteserordens, mit Sitz in Heitersheim. Ein Franziskanerkloster gab es ab 1268, doch wurde es 1797 aufgehoben. Die Kirche wurde bereits 1298 geweiht. 1451 wird ein Antoniterhaus erwähnt. Im 13. Jahrhundert gab es auch Nonnen, die nach den Regeln der Augustiner lebten. Diese Vereinigung ging jedoch im Dominikanerorden auf, der 1782 aufgelöst wurde. Das Bickenkloster beziehungsweise Kloster St. Clara war ein Klarissenkloster, das 1633 weitgehend zerstört, 1731 jedoch neu errichtet und 1782 aufgehoben wurde. Aus ihm entstand das Ursulinenkloster, das heutige Kloster St. Ursula am Bickentor. Schon 1536 gab es auch ein Kloster mit Benediktinermönchen aus St. Georgen. Deren Klosteranlage mit der Kirche St. Georg ist barock ausgestattet worden. Schließlich gab es ab 1655 noch ein Kapuzinerkloster, das 1806 aufgehoben wurde.
Im 19. Jahrhundert zogen Protestanten nach Villingen. Sie wurden zunächst von Mönchweiler aus betreut. 1854 entstand die erste protestantische Gemeinde, die 1892 zur Johannespfarrei zusammengefasst wurde. Die Gemeinde kaufte 1859 die ehemalige Johanniterkirche aus dem 13. Jahrhundert, heute Johanneskirche. 1952 wurde von ihr die Pauluspfarrei und 1960 die Markuspfarrei abgetrennt. 1972 entstand noch die Petruspfarrei (mittlerweile mit der Markusgemeinde zusammengeschlossen) und 1975 die Lukaspfarrei. Im Stadtteil Marbach entstand 1976 ebenfalls eine eigene Pfarrei. Diese bildet heute mit den fünf Villinger Pfarreien und mit der Nachbargemeinde Niedereschach die Evangelische Gesamtkirchengemeinde Villingen. Die genannten Gemeinden betreuen auch die Protestanten der Stadtteile Tannheim, Herzogenweiler, Pfaffenweiler und Rietheim (Pfarrei Marbach), Mühlhausen und Weigheim (Pauluspfarrei, Schwenningen) und Weilersbach (Niedereschach). Sie gehören bis auf Mühlhausen und Weigheim zum Kirchenbezirk Villingen der Evangelischen Landeskirche in Baden.

### Religionsgeschichte Schwenningens
Schwenningen gehörte ebenso wie Villingen zunächst zum Bistum Konstanz und war dem Archidiakonat „vor dem Wald“ unterstellt.
Seit 1444 war Schwenningen württembergisch. Infolge der Zugehörigkeit zum Herzogtum Württemberg wurde 1535 die Reformation eingeführt. Daher war Schwenningen im Gegensatz zu Villingen bis ins 19. Jahrhundert rein evangelisch.
1275 gab es sowohl in Ober- als auch in Unterschwenningen jeweils eine Kirche. In Oberschwenningen bestand die Michaelskirche und in Unterschwenningen die St.-Vincenz-Kirche. Wenngleich die Vincenzkirche allmählich zur Filialkirche von St. Michael herabgestuft wurde, so wurde sie nach der Reformation die alleinige Pfarrkirche von Schwenningen. Die Michaelskirche wurde abgebrochen. 1563 erhielt die Vincenzkirche einen neuen Turm, 1700 ein neues Schiff und 1837/38 ein Querschiff und eine Erhöhung des Turmes. An der nunmehrigen Stadtkirche wurde infolge des starken Zuzugs von Protestanten bereits 1835 eine zweite Pfarrei errichtet.
1907 wurde die Pauluspfarrei (Kirche von 1910), 1922 die Johannespfarrei (Notkirche von 1931, 1959/60 Neubau) abgetrennt. Aus der Johannespfarrei entstand 1965 die Johannespfarrei II. Ferner entstand noch die Markuspfarrei (Kirche von 1957). Neben den genannten Kirchen gibt es noch eine Friedhofskapelle von 1908. Alle evangelischen Gemeinden Schwenningens gehören zum Kirchenbezirk Rottweil der Evangelischen Landeskirche in Württemberg, der 2025 durch die Fusion des bisherigen Kirchenbezirks Tuttlingen (zu dem die Gemeinden bisher gehörten) mit dem Kirchenbezirk Sulz am Neckar entstand. Zur Württembergischen Landeskirche gehören auch die Protestanten aus dem Stadtteil Weigheim, die von der Nachbargemeinde Schura betreut werden.
Mit dem Zuzug von Katholiken infolge der Industrialisierung (Uhrenindustrie) erfolgte 1892/93 der Bau der Franziskuskirche. Die Kirche Mariä Himmelfahrt entstand 1952 mit dem Zuzug vieler Heimatvertriebener. Die katholischen Gemeinden Schwenningens gehören zum Dekanat Rottweil der Diözese Rottenburg-Stuttgart.

### Stadtteile und evangelische Kirche
Die meisten heutigen Stadtteile von Villingen-Schwenningen blieben nach der Reformation überwiegend katholisch, weil sie entweder zu Vorderösterreich oder zum Fürstentum Fürstenberg gehörten. Daher gibt es in den meisten Stadtteilen auch eine katholische Gemeinde oder Filialgemeinde und eine Kirche.
Die Gemeinde Herzogenweiler wurde zunächst von Vöhrenbach betreut. Heute ist sie eine Filiale von Pfaffenweiler. Die Kapelle St. Wendelin wurde 1908 erbaut. Eine Stephanskapelle ist jedoch bereits 1320 genannt. Marbach war eine Filiale von Kirchdorf. Doch wurde bereits 1710 eine Filialkirche St. Jakobus der Ältere erbaut, die 1935 erweitert wurde. Mühlhausen kam wohl im 16. Jahrhundert an Rottweil. Die katholische Kirche St. Georg wurde bereits im 12. Jahrhundert gebaut, 1714/15 renoviert und erhielt dabei einen neuen Turm. In Obereschach gab es eine alte St.-Ulrichs-Kapelle, die 1821 durch einen Neubau ersetzt wurde. Zur Pfarrei Obereschach gehört auch der Nachbarort Mönchweiler. Die Dreifaltigkeitskirche Pfaffenweiler wurde erst 1965/66 erbaut, der Turm stammt jedoch von 1720. Eine Kirche wird dort bereits im 12. Jahrhundert erwähnt. Sie gehörte dem Kloster St. Georgen. Eine eigene Pfarrei war jedoch erst wieder 1869 errichtet worden. Diese betreut auch die Filialgemeinde Herzogenweiler. In Rietheim gibt eine 1487 erstmals genannt St.-Konrads-Kapelle, die 1909 vergrößert wurde. Zunächst wurde Rietheim von Kirchdorf aus betreut, seit 1797 gehört es zur Pfarrei Villingen und seit 1927 zu St. Fidelis. Tannheim war zunächst ebenfalls eine Filiale von Kirchdorf und wurde 1806 zur eigenen Pfarrei erhoben. Die zugehörige Kirche St. Gallus wurde aber erst 1898 erbaut. Die Weigheimer Kirche wurde 1763 nach einem Brand unter Einbeziehung des Turms des Vorgängerbaus von 1694 neu erbaut. Das Schiff wurde 1891 verlängert. Daneben gibt es eine im 18. Jahrhundert erbaute St.-Wendelins-Kapelle. Auch in Weilersbach ist seit dem 13. Jahrhundert ein Pfarrer erwähnt. Die Kirche wurde 1360/70 erstmals erwähnt. Die alte Kirche St. Hilarius wurde jedoch 1953/55 durch einen Neubau ersetzt.
Alle genannten katholischen Gemeinden im Stadtgebiet von Villingen-Schwenningen gehören zum Dekanat Schwarzwald-Baar des Erzbistums Freiburg mit Ausnahme der Pfarreien in den ehemals württembergischen Stadtteilen Schwenningen, Mühlhausen und Weigheim, die dem Dekanat Rottweil der Diözese Rottenburg-Stuttgart angehören.

### Heutige Situation

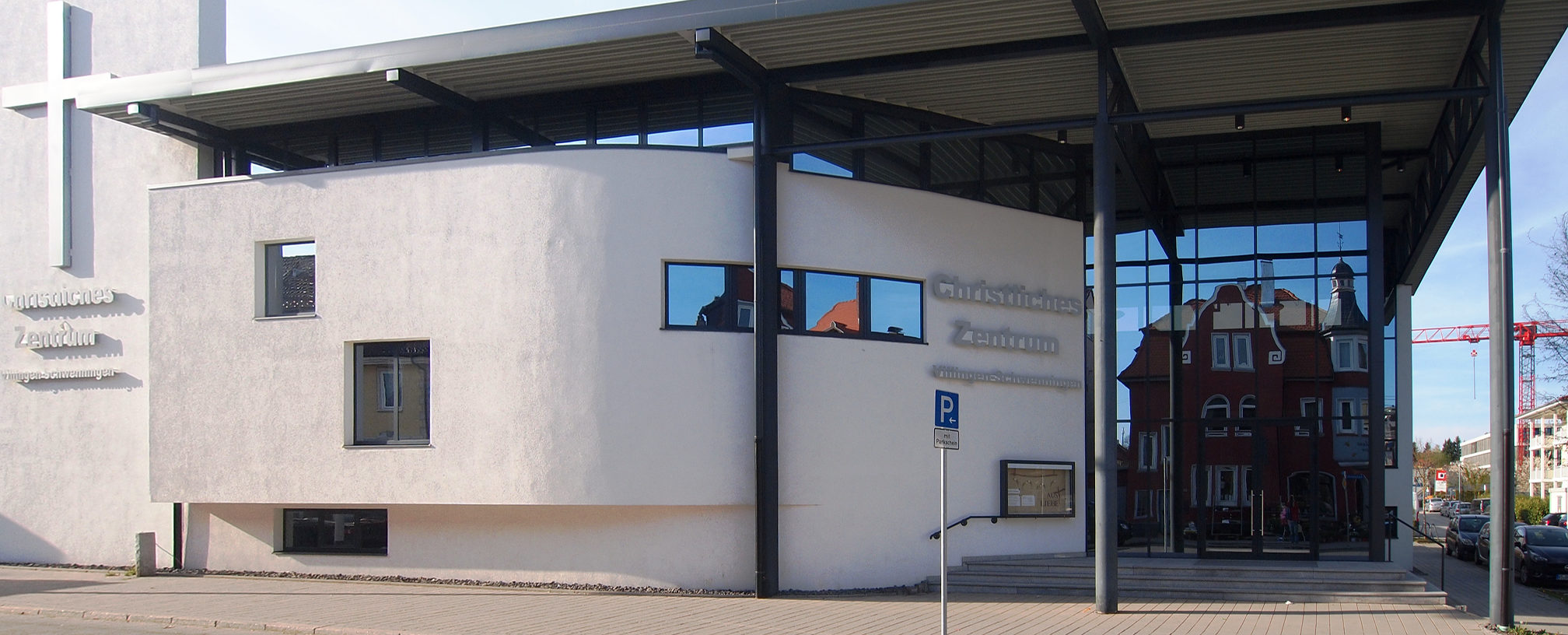
Christliches Zentrum VS

Neben den beiden großen Kirchen gibt es in Villingen-Schwenningen auch eine serbisch-orthodoxe Gemeinde sowie Gemeinden, die zu Freikirchen gehören, darunter die Stephanus-Gemeinde im Mülheimer Verband, die Evangelisch-methodistische Kirche, die Baptisten-Brüdergemeinde, die Freie christliche Gemeinde Lantwatten-4 (KL-4), die Christliche Glaubensgemeinde, die Christus-Gemeinde und das Christliche Zentrum, eine Gemeinde Gottes, sowie eine Gemeinde des Liebenzeller Gemeinschaftsverbandes.
Die Neuapostolische Kirche war in beiden großen Stadtteilen vertreten, wovon die 1924 erbaute Kirche im Stadtbezirk Villingen 2020 geschlossen wurde.
Auch die Zeugen Jehovas sind in Villingen-Schwenningen vertreten.
In Villingen befinden sich die Moschee DITIB Merkez Camii in der Güterbahnhofstraße und die Moschee der Islamischen Gemeinschaft Millî Görüş am Kaiserring. In Schwenningen betreibt der Al-Salam-Verein eine Moschee, der Al-Huda-Verein einen Gebetsraum.
Gemäß Volkszählung in der Europäischen Union 2011 sind 40,9 % der Bewohner Villingen-Schwenningens katholisch, 32,4 % evangelisch, 4,1 % gehören orthodoxen Kirchen, 2,1 % evangelischen Freikirchen und 20,4 % einer anderen – worunter etwa die Muslime und Buddhisten fallen – oder keiner Religionsgemeinschaft an.

## Politik

### Gemeinderat
Nach den Ergebnissen der Gemeinderatswahl vom 9. Juni 2024 mit einer Wahlbeteiligung von 50,11 % verteilen sich die 40 Sitze wie folgt auf die Fraktionen:
| Sitzverteilung 2024 im Stadtrat Villingen-SchwenningenInsgesamt 40 Sitze - SPD: 5 - Grüne: 6 - FW: 8 - FDP: 3 - CDU: 11 - AfD: 7 | Kommunalwahl in Villingen-Schwenningen 2024 %3020100 26,918,617,215,713,38,1 CDUFWAfDGrüneSPDFDPGewinne und Verlusteim Vergleich zu 2019 %p 12 10 8 6 4 2 0 −2 −4 −6−0,3−0,5+10,6−5,7−1,4−0,9CDUFWAfDGrüneSPDFDP |

Alle Stadträte der Stadt sind im Transparenzportal abgeordnetenwatch.de vertreten. Dort kann jedermann den gewählten Kommunalpolitikern öffentlich Fragen stellen.

### Bürgermeister

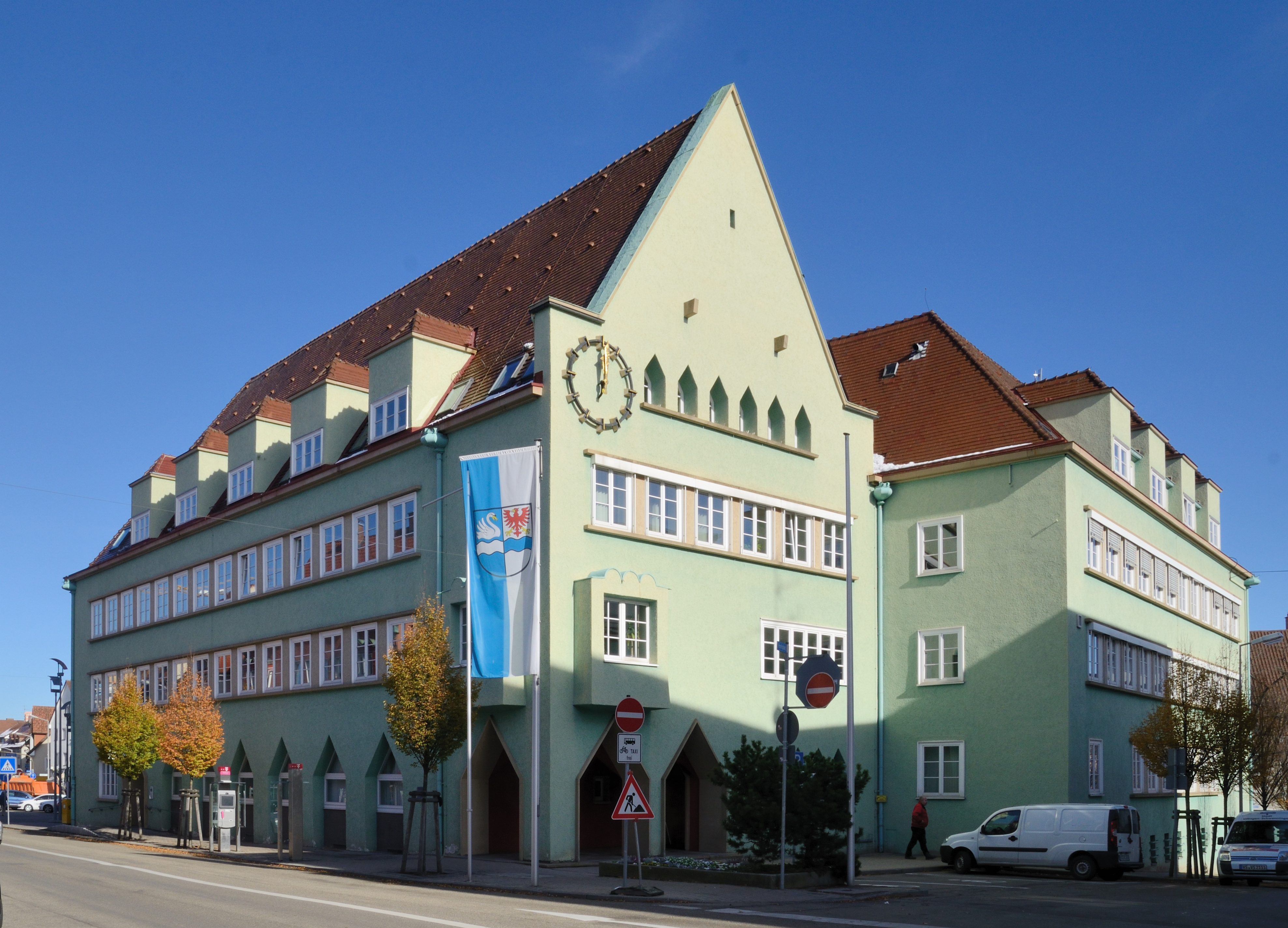
Schwenninger Rathaus

An der Spitze der Stadt Villingen stand anfangs der vom Stadtherrn eingesetzte Schultheiß und die Vierundzwanzig. Seit dem 13. Jahrhundert waren auch die Zünfte im Rat vertreten. 1297 ist erstmals ein Bürgermeister genannt. Nach dem Zunftbrief von 1324 gab es einen Rat, dem der Bürgermeister, der Schultheiß, die Richter und Zunftmeister und mehrere Zünftige angehörten. Zunächst gehörten insgesamt 80 Mitglieder zum Rat, später reduzierte man diese auf 12 Richter und 10 Zunftmeister, später noch weniger. 1756 führt Österreich eine neue Ratsverfassung ein. Im 19. Jahrhundert, als Villingen zu Baden gehörte, gab es einen Bürgermeister und einen Gemeinderat. Ferner gab es einen Bürgerausschuss, der sich in einen Großen und einen Kleinen Ausschuss aufteilte. Im 20. Jahrhundert erhielt das Stadtoberhaupt die Amtsbezeichnung Oberbürgermeister.
An der Spitze der Stadt Schwenningen stand der von der württembergischen Herrschaft eingesetzte Vogt. Seit 1819 gab es einen Bürgermeister und 1821 trug dieser die Amtsbezeichnung Schultheiß, ab 1907 Stadtschultheiß und seit 1927 Oberbürgermeister. Dem Vogt stand ein Untervogt zur Seite, der meist Nachfolger des Vogtes wurde. Seit 1833 trug dieser die Amtsbezeichnung Ratschreiber. Daneben gab es das Dorfgericht, später einen Gemeinderat.
Die Oberbürgermeister der Städte Villingen und Schwenningen wurden nach dem Zweiten Weltkrieg ebenso wie die Oberbürgermeister der seit 1972 vereinigten Stadt von den Wahlberechtigten für eine Amtszeit von 8 Jahren (zeitweise auch 12 Jahre) direkt gewählt. Sie waren und sind Vorsitzende des Gemeinderats. Allgemeiner Stellvertreter des Oberbürgermeisters ist der 1. Beigeordnete mit der Amtsbezeichnung „Bürgermeister“.

#### Bürgermeister und Oberbürgermeister von Villingen

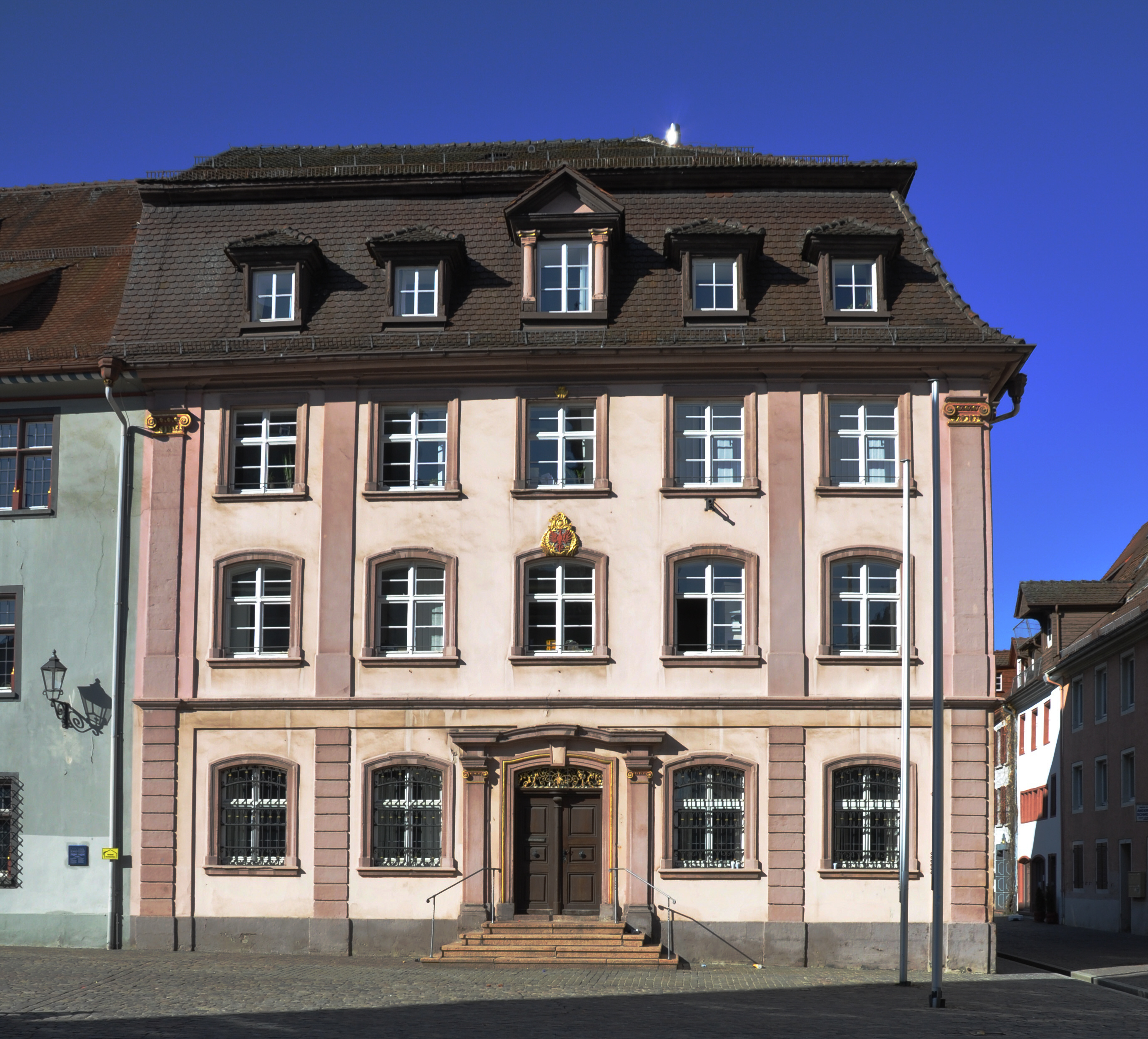
Altes Villinger Rathaus am Münsterplatz

(Quelle:)
| Amtszeit                   | Name                             |
| -------------------------- | -------------------------------- |
| 1796–1809                  | Hieronymus Knoll                 |
| 1809–1816                  | Ignaz Mayer                      |
| 1817–1827                  | Ludwig Fischer                   |
| 1827–1834                  | Josef A. Vetter                  |
| 1834–1847                  | Karl Wittum                      |
| 1847–1849                  | Johann Baptist Stern             |
| 14. Mai–12. Juli 1849–0000 | Johann Schleicher                |
| 1849–1851                  | Johann Baptist Stern             |
| 1851–1857                  | Friedrich Hubbauer               |
| 1857–1859                  | Johann Baptist Stern             |
| 1859–1868                  | Karl Wittum                      |
| 1868–1883                  | Julius Schupp                    |
| 1883–1903                  | Heinrich Osiander                |
| 1903–1912                  | Emil Braunagel                   |
| 1912–1930                  | Guido Lehmann                    |
| 1931–1933                  | Adolf Gremmelspacher             |
| 1933                       | Stadtrat Gutmann, kommissarisch  |
| 1933–1937                  | Hermann Schneider                |
| 1937–1940                  | Karl Berckmüller                 |
| 1940–1945                  | Hermann Riedel, 1. Beigeordneter |
| 1945–1946                  | Walter Bräunlich                 |
| Mai–September 1946–0000    | Erwin Hartmann, kommissarisch    |
| 1946–1950                  | Edwin Nägele                     |
| 1951–1972                  | Severin Kern                     |

#### Bürgermeister und Oberbürgermeister von Schwenningen
(Quelle:)
- 1797–1816: Erhard Bürk
- 1816–1825: Thomas Weyler
- 1825–1835: Matthias Rapp
- 1835–1841: Johann Georg Koch
- 1841–1851: Andreas Bürk
- 1852–1856: Christian Strohm
- 1856–1858: (Amtsnotar) Buzengeiger
- 1858–1887: Erhard Müller
- 1887–1912: David Würth
- 1912–1925: Emil Braunagel
- 1925–1930: Ingo Lang von Langen
- 1930–1949: Otto Gönnenwein
- 1949–1962: Hans Kohler
- 1960–1972: Gerhard Gebauer (von 1962–1972 OB)

#### Oberbürgermeister von Villingen-Schwenningen
- 1972–1994: Gerhard Gebauer (SPD)
- 1994–2002: Manfred Matusza (CDU)
- 2003–2018: Rupert Kubon (SPD)
- 2019–0000: Jürgen Roth (CDU)

### Ortsräte und Bezirksbeirat
Für den Stadtbezirk Mühlhausen wurde gemäß § 65 der baden-württembergischen Gemeindeordnung ein Bezirksbeirat gebildet, dessen acht Mitglieder nach jeder Kommunalwahl durch den Gemeinderat von Villingen-Schwenningen neu gewählt werden. Die anderen acht Stadtbezirke (ohne Villingen und Schwenningen) sind zugleich Ortschaften im Sinne von § 67 ff. der Gemeindeordnung, das heißt, sie haben jeweils einen von den Wahlberechtigten bei jeder Kommunalwahl direkt zu wählenden Ortschaftsrat mit einem Ortsvorsteher als Vorsitzenden. Die Zahl der Ortschaftsräte beträgt sechs in Herzogenweiler, in allen anderen Ortschaften zehn.

### Bürgerentscheide
Nachdem der Gemeinderat am 18. Juli 2012 den Bau eines 46,5 Millionen € teuren Rathauses auf der grünen Wiese zwischen Villingen und Schwenningen beschlossen hatte, gründete sich eine Bürgerinitiative, um Unterschriften für das Bürgerbegehren Bauvorhaben zentrales Rathaus zu sammeln. Mit dem am 21. Oktober 2012 abgehaltenen Bürgerentscheid wurde der Gemeinderatsbeschluss zu Fall gebracht, bei einer Wahlbeteiligung von 42,1 % sprachen sich 79,0 % (81,1 % in Villingen, 75,9 % in Schwenningen) dafür aus, das Bauvorhaben zu stoppen und die in Villingen und Schwenningen bestehenden Rathäuser weiter zu betreiben.

### Wappen
| Wappen von Villingen-Schwenningen | Blasonierung: „Gespalten von Silber und Blau, darin ein Wellenbalken in verwechselten Farben, darüber vorne ein linksgewendeter, goldbewehrter und -bezungter roter Adler, darüber hinten ein schwimmender Höckerschwan in natürlichen Farben (silberner Schwan, schwarzer Höcker, goldener Schnabel und Zunge).“ |
| Wappen von Villingen-Schwenningen | Wappenbegründung: Das 2001 anlässlich des bevorstehenden 30-jährigen Stadtjubiläums verliehene Wappen vereinigt Elemente der früheren Wappen von Villingen („Gespalten von Silber und Blau, darin ein goldbewehrter und -bezungter roter Adler.“) und Schwenningen („Geteilt von Blau und Silber, oben ein silberner Schwan, unten ein vierspeichiges, blaues Zahnrad.“). Der rote Adler entstammt dem Wappen von Villingen (dort rechtsgewendet), der Höckerschwan verweist auf Schwenningen, der Wellenbalken symbolisiert die Flüsse Brigach und Neckar. Bis zur Verleihung dieses Wappens durch das Regierungspräsidium Freiburg am 11. Dezember 2001 führte die Doppelstadt kein eigenes Wappen und musste sich des Landeswappens Baden-Württembergs bedienen. Bereits 1972 entwarf Prof. Schnibbe, Furtwangen, ein Wappen auf dem der Schwan aufrechtfliegend dem gegenüber befindlichen Villinger Adler sehr aggressiv gegenüberstand. Dieses Wappen wurde nicht akzeptiert. Anfang 2001 gestaltete Gerhard Graf, Karlsruhe, das Wappen auf der Grundlage von Prof. Schnibbe neu. Der Schwan wurde auf dem darunter befindlichen Wellenbalken schwimmend und in Augenhöhe zum Adler neu gezeichnet. Diese Gestaltung des Wappens wurde vom Generallandesarchiv Karlsruhe als heraldisch korrekt bezeichnet und war für die Stadt annehmbar. Das historische Villinger Stadtwappen mit Helmzier und Pfauenfedern sowie Schnörkeln aus dem Jahre 1530 wurde der Stadt für ihre Erfolge im Bauernkrieg und dem Festhalten am alten Glauben verliehen, während das Schwenninger Wappen noch keine sehr lange Tradition hatte. Es wurde erst bei der Stadterhebung 1907 angenommen. Der damals in das Wappen aufgenommene Schwan ist jedoch schon in den Siegeln des Ortes von 1797 zu sehen, während das Zahnrad als Symbol der Uhrenindustrie anstelle des zuvor geführten Neckarursprungs (mit den Buchstaben N und U) aufgenommen wurde. Humoristisch wird gerne darauf verwiesen, dass die Rivalität zwischen den badischen Villingern und den württembergischen Schwenningern dadurch symbolisiert werde, dass sich die beiden Vögel im Stadtwappen gegenseitig die Zunge herausstreckten. |

### Partnerstädte
Die Stadt Villingen-Schwenningen beziehungsweise die früheren Städte Villingen und Schwenningen unterhalten mit folgenden Städten Gemeindepartnerschaften:
| Stadt                    | Land        | seit |
| ------------------------ | ----------- | ---- |
| Friedrichsthal-Bildstock | Deutschland | 1937 |
| Pontarlier               | Frankreich  | 1964 |
| La Valette-du-Var        | Frankreich  | 1974 |
| Savona                   | Italien     | 1988 |
| Zittau                   | Deutschland | 1990 |
| Tula                     | Russland    | 1993 |

Im Zuge dieser Städtepartnerschaften wurde der Stadt Villingen-Schwenningen 1976 die Ehrenfahne des Europarats verliehen.

### Verwaltungsgemeinschaft
Mit den Gemeinden Brigachtal, Dauchingen, Mönchweiler, Niedereschach, Tuningen und Unterkirnach hat die Stadt Villingen-Schwenningen eine Verwaltungsgemeinschaft vereinbart.

### Gemeindefinanzen
Nach der Kommunalabfrage 2007 des Bundes der Steuerzahler Baden-Württemberg stehen städtischen Steuereinnahmen von insgesamt 70,426 Millionen Euro 2006 und geschätzten Steuereinnahmen für 2007 von insgesamt 78,188 Millionen Euro folgende Schulden der Kommune gegenüber:
- 2006 insgesamt 111,3 Millionen Euro Schulden (nämlich: 53,478 Millionen Euro Schulden des Kämmereihaushaltes und 57,831 Millionen Euro Schulden der städtischen Eigenbetriebe/Sondervermögen)
- 2007 insgesamt 122,3 Millionen Euro Schulden (nämlich: 63,273 Millionen Euro Schulden des Kämmereihaushaltes und 59,146 Millionen Euro Schulden der städtischen Eigenbetriebe/Sondervermögen).

## Kultur und Sehenswürdigkeiten

### Theater
Das Theater am Ring bietet Theatervorstellungen aller Gattungen. Es gibt ein Großes Haus mit Oper, Schauspiel und Ballett sowie Kinder- und Jugendtheatervorstellungen und den Kleinen Saal für Theatergespräche und Lesungen.

### Konzerte
Das 1982 eröffnete Franziskaner Konzerthaus entstand aus dem Umbau eines ehemaligen mittelalterlichen Kirchenraumes. Das Konzerthaus beherbergt die Reihe der Meisterkonzerte sowie Veranstaltungen der örtlichen Musikvereine und des Sinfonieorchesters Villingen-Schwenningen.

### Musik
Das Sinfonieorchester Villingen-Schwenningen wurde 1912 von Martin Oberle als „Villinger Orchesterverein“ gegründet. Größere Erfolge konnte das Orchester erst nach dem Zweiten Weltkrieg als „Kammerorchester Villingen“, aufgebaut von Claus Oberle (* 1924 in Villingen), erzielen. Bekannt sind die Kienzle-Werkskonzerte und die Kreuzgang-Konzerte im alten Franziskanerkloster. Ende der 1970er Jahre entwickelte es sich, erweitert durch Claus Oberle, zum Sinfonieorchester. Das Orchester wird nach wie vor als eingetragener Verein geführt.
In Villingen-Schwenningen gibt es drei sinfonische Blasorchestervereinigungen: Stadt- und Bürgerwehrmusik Villingen, Stadtharmonie Villingen e. V. sowie die Stadtmusik Schwenningen. Alle drei bestehen aus einem Großen Blasorchester, einem Jugendblasorchester, einem Schülerorchester sowie weiteren kleineren Ensembles, zu den beiden Villinger Vereinigungen gehört jeweils noch ein Spielmannszug. Neben diesen drei Vereinigungen gibt es in den Kernstädten noch den Musikverein Harmonie Schwenningen, zusätzlich besteht in jedem der Teilorte Villingen-Schwenningens ein eigener Musikverein. Auch die evangelische und katholische Kirche tragen mit ihren Ensembles zum Kulturleben bei.
Siehe auch: Jazzclub Villingen.

### Sehenswürdigkeiten

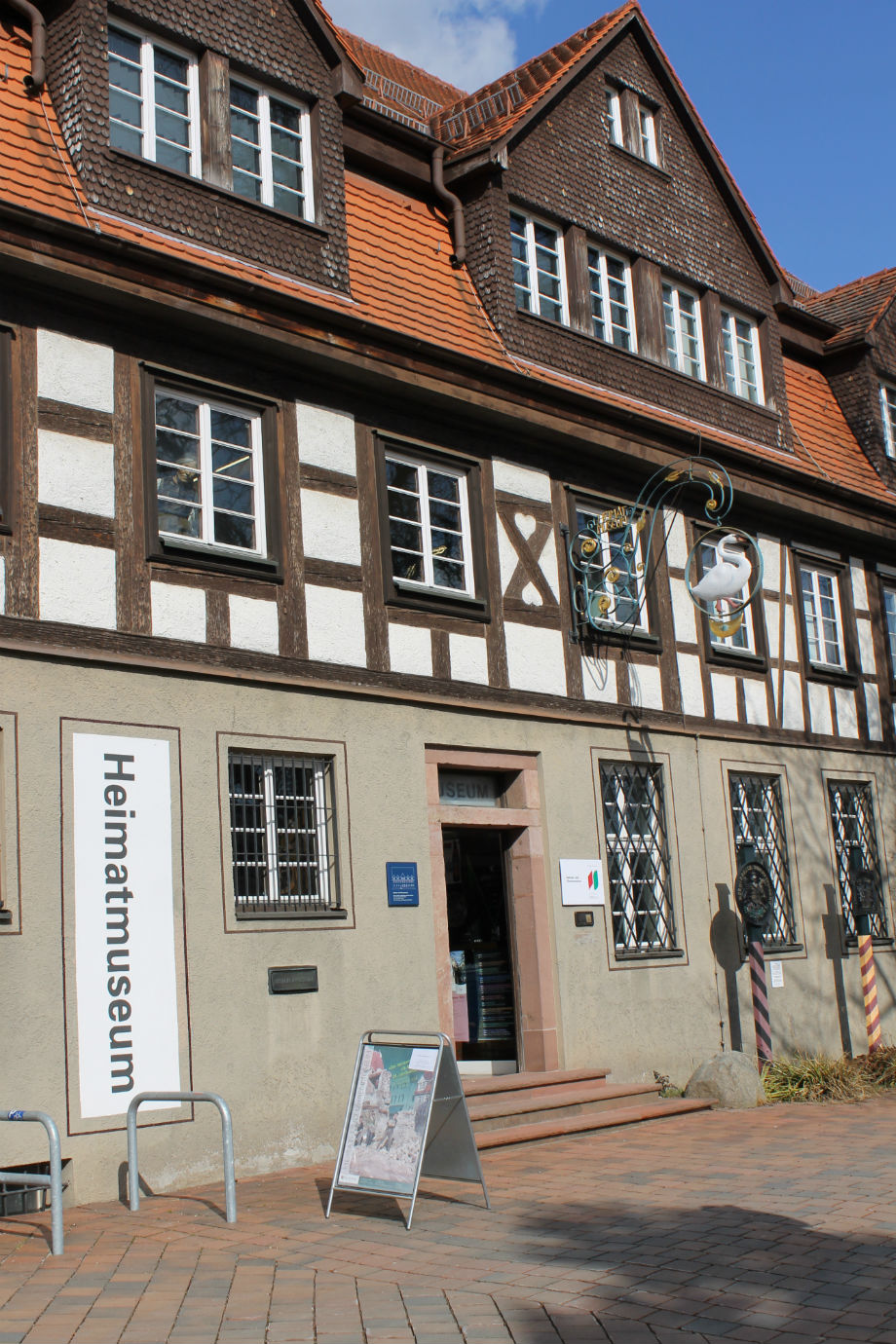
Heimat- und Uhrenmuseum Schwenningen

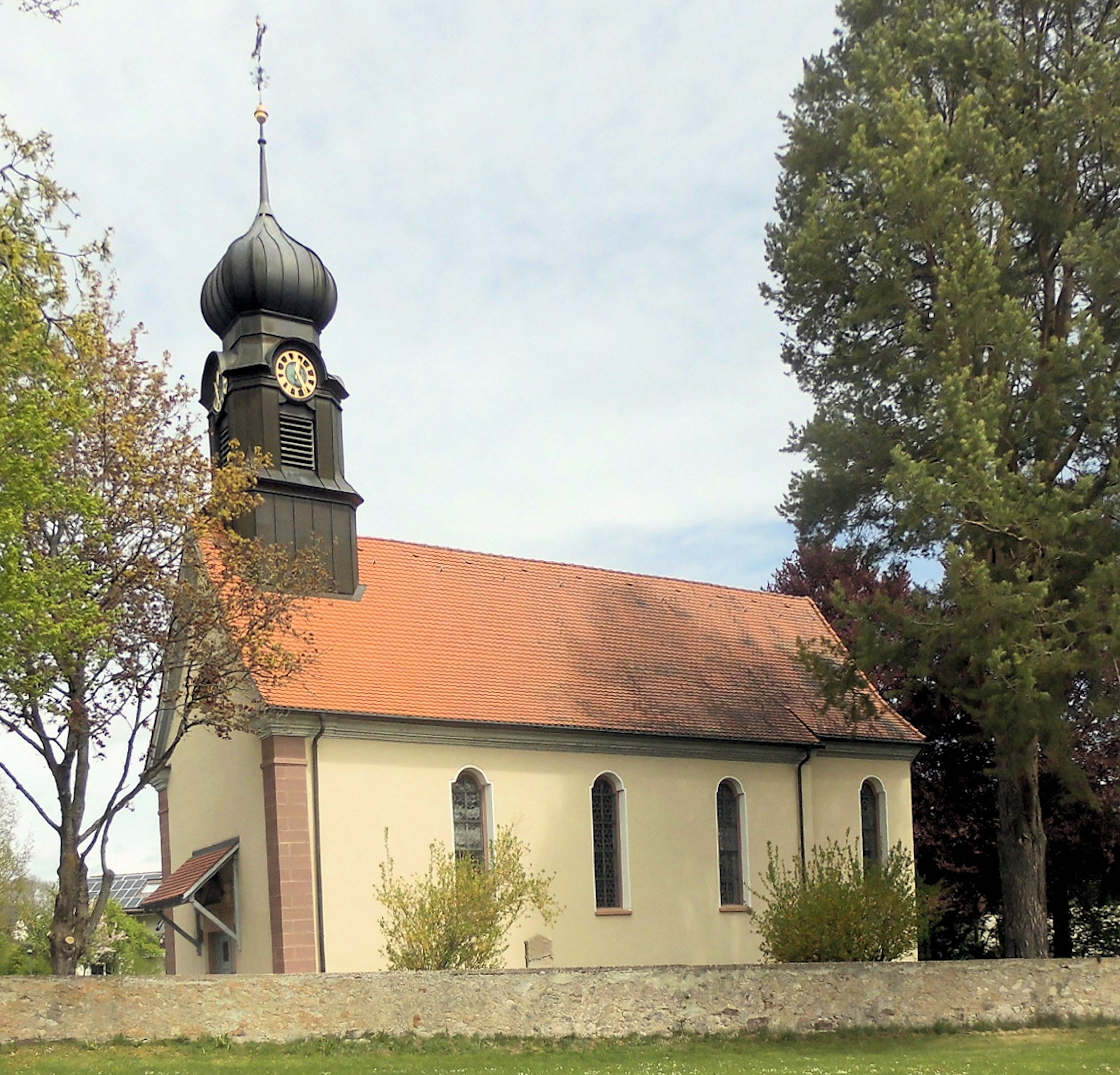
Kirche St. Konrad in Rietheim

Villingen-Schwenningen liegt an der Deutschen Uhrenstraße.
- Das Franziskanermuseum widmet sich der Stadt- und Regionalgeschichte von der Frühzeit bis in die Moderne. Gezeigt werden unter anderem die Funde der Ausgrabungen am Magdalenenberg, eine der drei Spiegelhalder-Sammlungen zur Schwarzwälder Volkskunde und zahlreiche weitere Exponate, darunter Werke der Villinger Künstler Hans Kraut, Hans Amann, Anton Berin und Waldemar Flaig[49]
- Das Heimat- und Uhrenmuseum Schwenningen befasst sich mit der Kulturgeschichte Schwenningens und besitzt mit der Hellmut-Kienzle-Sammlung eine bedeutende Sammlung von Uhren des 16. bis 19. Jahrhunderts
- Das Museum Altes Rathaus Villingen zeigt wechselnde Ausstellungen von Werken Villinger Künstler der klassischen Moderne wie Richard Ackermann, Paul Hirt, Ludwig Engler oder Waldemar Flaig
- Stadtarchiv in Villingen
- Städtische Galerie mit „Lovis-Kabinett“ in Schwenningen
- Stadtbibliothek Villingen-Schwenningen
- Uhrenindustriemuseum Villingen-Schwenningen
- Internationales Flugzeugmuseum in Schwenningen
- Heimatstuben Herzogenweiler, Tannheim und Mühlhausen und Bauernmuseum in Mühlhausen
- In der Umgebung Villingen-Schwenningens befinden sich die Ruine Kirneck und die abgegangenen Burgen Warenburg und Runstal
- Der nach der Ausgrabung wiederaufgeschüttete Magdalenenberg befindet sich etwa zwei Kilometer südwestlich der Villinger Altstadt

### Sehenswürdigkeiten in Villingen

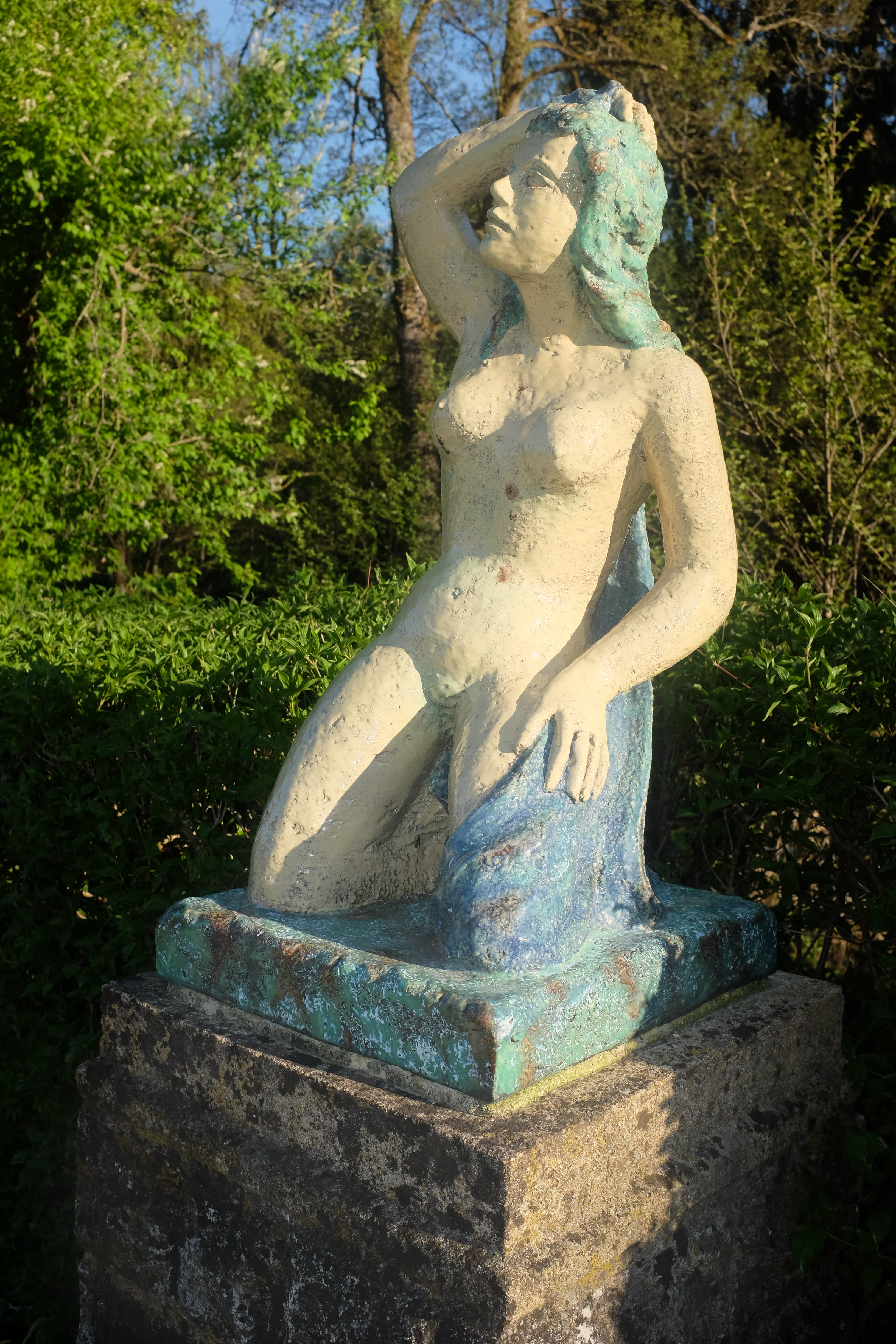
Majolikafigur im Kurpark

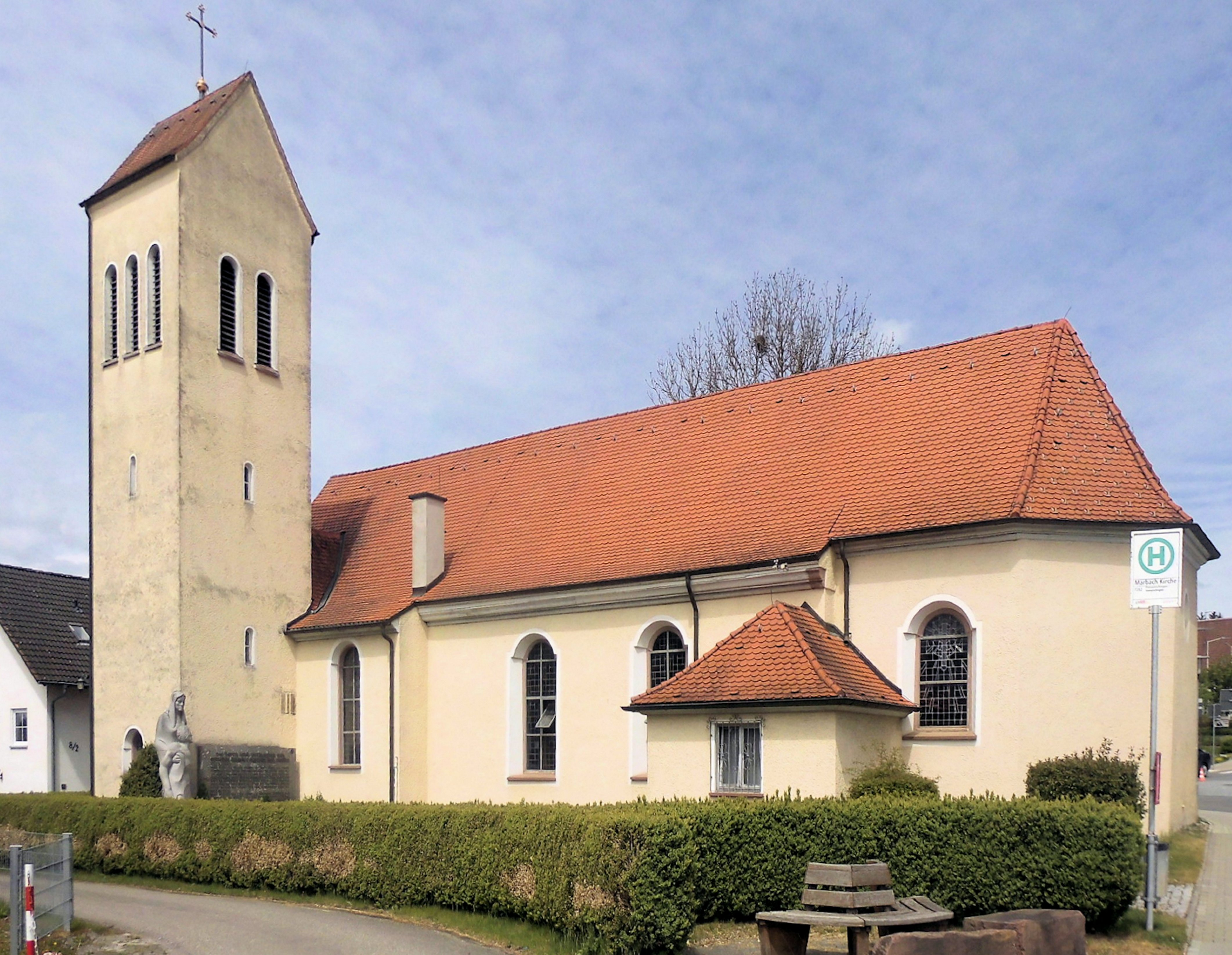
Kirche St. Jakobus im Ortsteil Marbach

Der mittelalterliche Stadtkern von Villingen ist formal zu großen Teilen erhalten, dazu gehören das frühgotische Münster (13.–16. Jahrhundert), das spätgotische Rathaus (1534), die Stadtmauer mit drei erhaltenen von ursprünglich vier Tortürmen, die Universitäts-Zehntscheuer, die Alte Prälatur (13.–16. Jahrhundert) und das stadtgeschichtliche Franziskanermuseum in Villingen, das im Rahmen der 1000-Jahr-Feier 1999 neu eröffnet wurde. Dort befinden sich auch sehr viele Funde vom Magdalenenberg. Die Straßenzüge der Innenstadt werden durch Um- sowie Neubauten der Nachkriegsjahre und jüngsten Zeit geprägt. Das Alte Rathaus in Villingen wurde im 13. Jahrhundert erbaut. Ende des 19. Jahrhunderts wurde die spätgotische Fassade mit einer eindrucksvollen Historienmalerei versehen, die vom Kunstmaler Karl Eyth stammte und Ende der 1920er Jahre beseitigt wurde. Das Zehndersche Haus in der Bärengasse ist ein historisches Fachwerkgebäude, erbaut 1690.
Im ehemaligen Dominikanerbau befindet sich das Zeughaus. Der Aussichtsturm auf der Wanne besteht seit 1888. Der unter Mitwirkung des bayerischen Gartenarchitekten Paul Siebold in den 1930er Jahren entworfene und als Arbeitsbeschaffungsmaßnahme angelegte Villinger Kurpark mit Majolika-Figuren von Erna Kientz-Vogel aus der Werkstatt des Keramikers Richard Bampi ist als Gartendenkmal geschützt.

#### Kirchen
Die katholische Stadtpfarrkirche, das Münster Unserer Lieben Frau, wurde bereits im Mittelalter erbaut. Es erfuhr mehrere Veränderungen und wurde im 18. Jahrhundert innen barockisiert. Die Benediktinerkirche wurde ab 1688 von Michael Thumb errichtet. Vollendet wurde sie aber erst 1719 von dem ebenfalls zur Auer Zunft gehörenden Jodokus Beer. Die Bickenklosterkirche entstand 1737 als Saalkirche. Die ehemalige Altstadtpfarrkirche St. Maria wurde 1864 als Friedhofskapelle neu erbaut. Erhalten ist aber der Turm aus dem 12. Jahrhundert. Die ehemalige Johanniterkirche aus dem 13. Jahrhundert dient seit Mitte des 19. Jahrhunderts als evangelische Johanneskirche. Die Laienkirche des Kapuzinerklosters wurde zuletzt 1987 zu einem Geschäftshaus umgebaut.
Neuere katholische Kirchen in Villingen sind St. Fidelis (erbaut 1953/54), St. Konrad (erbaut 1964/67), St. Bruder Klaus (erbaut 1962/64) und Heilig Kreuz (1971). Neue evangelische Kirchen in Villingen sind die Pauluskirche von 1955 und das Markuszentrum von 1962.

#### Die Villinger Stadtbefestigung

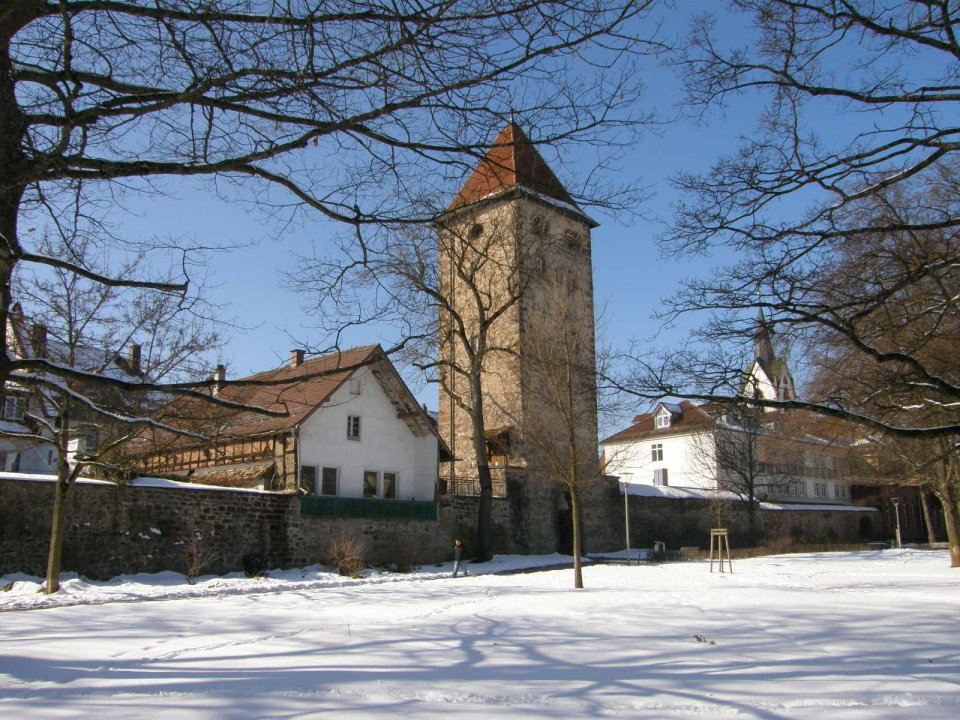
Der Kaiserturm und ein Teil der Stadtmauer

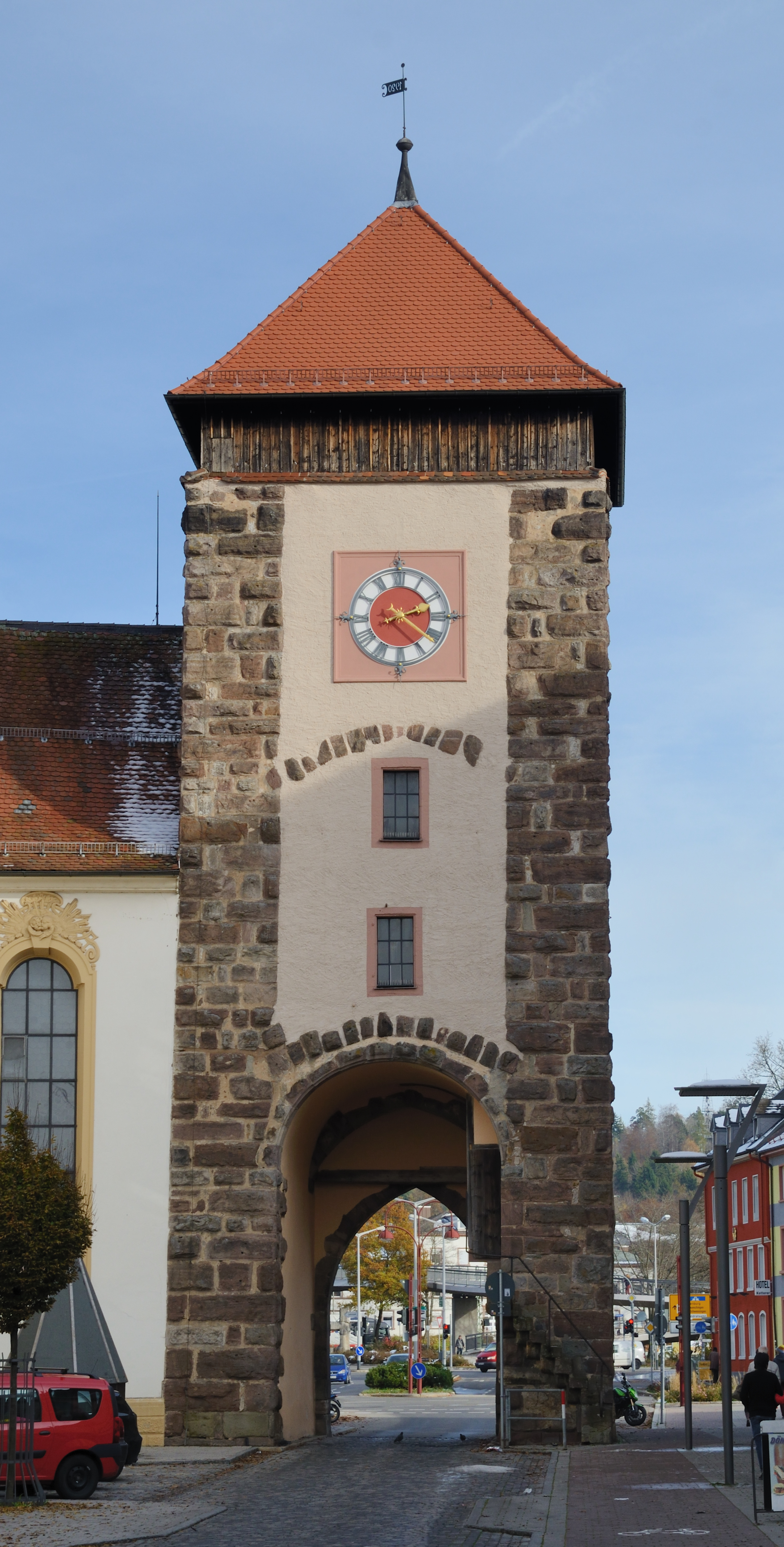
Das Bickentor (Villingen)

Ursprünglich bestand die Villinger Stadtbefestigung aus der bis heute zu weiten Teilen erhaltenen inneren Stadtmauer, wenngleich in wesentlich höherer Ausführung, dem inneren Graben und der sogenannten „Fülle“ (äußere Stadtmauer) mit einer Stärke von mehreren Metern, deren innere und äußere Stützmauern mit Füllmaterial der Gräben verdichtet war. Die Fülle war niedriger als die innere Stadtmauer und eignete sich zur Positionierung von Kanonen und anderen Geschützen. Obwohl mittelalterlichen Ursprungs, war die Funktion der Fülle vergleichbar mit dem französischen Festungswesen des 17./18. Jahrhunderts. Der Fülle vorgelagert war der äußere Graben, der nach außen durch eine Stützmauer abgesichert war. Während des Schweizerkrieges 1499 wurde die im Hochmittelalter erbaute Stadtmauer durch Rondelle und Torbastionen verstärkt und seit Ende des 17. Jahrhunderts weiter ausgebaut, bis die Innenmauer gegen Anfang des 18. Jahrhunderts in etwa dem heutigen Aussehen entsprach. Im 19. Jahrhundert wurden Teile der Stadtbefestigung abgerissen, darunter der äußere Wall mit Vortoren, das Niedere Tor und die Gräben. Weitere Verluste folgten im 20. Jahrhundert, als die Stadtmauer an mehreren Stellen durch neue Bauwerke ersetzt wurde. Erst mit Inkrafttreten des Denkmalschutzgesetzes 1972 wurden die Stadtbefestigungen vor weiteren Beschädigungen geschützt. Heute ist der Bereich ab dem Inneren Graben nach außen zu großen Teilen Bestand der begrünten Ringanlagen um die Altstadt.
| Noch existierende Türme und Tore                    | Abgegangene Türme und Tore                         |
| --------------------------------------------------- | -------------------------------------------------- |
| Oberes Tor                                          | Harzerturm                                         |
| Riettor                                             | Speckturm                                          |
| Bickentor                                           | Türmle beim Benediktiner                           |
| Kaiserturm (Gerberturm, Wachtel- oder Schnabelturm) | Rondell an der äußeren Stadtmauer (Nord-West-Ecke) |
| Romäusturm (Diebsturm, St.-Michaelsturm)            | Pulverrondelle beim Oberen Tor                     |
| Elisabethenturm (ehem. Wachturm)                    | Niederes Tor                                       |
| Pulvertürmle                                        | Niedertorerker                                     |
| Glockenhiisle (zu Wohnzwecken umgebaut)             | Obertorerker                                       |
| Bastion                                             | Riettorerker                                       |
| Rondell am Bickentor                                | Bickentorerker                                     |
|                                                     | „Bügeleisen“                                       |
|                                                     | Bastionen an der äußeren, östlichen Stadtmauer     |

### Sehenswürdigkeiten in Schwenningen
Das Rathaus in Schwenningen wurde 1926 bis 1928 nach einem Entwurf des Stuttgarter Architekten Hans Herkommer erbaut. An der Fassade ist ein Mosaik von August Babberger mit dem Titel „Krieg und Frieden“ und der Unterschrift „Der Stadt zur Zier, dem Toten zur Ehr.“ zu sehen. Davor steht die 1953 vom Künstler Jakob Wilhelm Fehrle erbaute Statue „Eilende Zeit“, vom Volksmund „Olfewiib“ („Elf-Uhr-Frau“) genannt, die Arbeiterinnen der Uhrenindustrie symbolisierend, die zu Beginn ihrer Mittagspause um 11 Uhr nach Hause hasten mussten, um das Essen für ihre Männer und Kinder zu kochen.
Das Heimat- und Uhrenmuseum beim Marktplatz wurde 1697 zunächst als Bauernhaus in Fachwerkbauweise errichtet und wird seit 1931 museal genutzt.
Die ehemalige St.-Vincenz-Kirche ist die älteste evangelische Kirche Schwenningens und trägt heute den Namen „Stadtkirche“. Sie erhielt 1563 einen neuen Turm und um 1700 ein neues Schiff. 1794 sollte das zu klein gewordene Kirchenschiff verlängert werden. Diese von Kirchenrats-Baumeister Wilhelm Friedrich Goez detailliert geplante Kirchenverlängerung wurde aber nicht ausgeführt. Erst 1837/38 wurde die Kirche durch Anbau eines Querschiffs vergrößert. Gleichzeitig wurde eine Aufstockung des Turms vorgenommen.
Sehenswert ist auch das evangelische Pfarrhaus, das seine heutige Gestalt im Jahr 1747 erhielt, aber bereits 1560 errichtet wurde. Damit ist es der älteste in Schwenningen nachweisbare Bau. Von 1909 bis 1910 wurde als zweite evangelische Kirche die Pauluskirche nach einem Entwurf des Stuttgarter Architekten Martin Elsaesser erbaut, in der heute im Winter die Vesperkirche stattfindet. 1956 bis 2004 wurde die 1908 erbaute Kapelle im Alten Friedhof als „Markuskirche“ genutzt. 1959/60 entstand die heutige Johanneskirche, 1972 das Rinelenzentrum, dann Markuszentrum, heute Sitz der diakonischen Einrichtung Diakonie ambulant Schwarzwald-Baar. Die 1892/93 erbaute Franziskuskirche ist die katholische Hauptkirche Schwenningens. Die Kirche Mariä Himmelfahrt wurde 1952 gebaut.
Zu den Kirchen der anderen Stadtteile vergleiche den Abschnitt Religionen.
Sehenswert sind auch das Naturschutzgebiet Schwenninger Moos (Neckarursprung), das Luftrettungszentrum mit Stationierung des Rettungshubschraubers „Christoph 11“, das Internationale Luftfahrtmuseum, das Uhrenindustriemuseum in der ehemaligen Uhrenfabrik Bürk, das Feuerwehr-Museum, die Städtische Galerie und die neue Helios Arena als Spielort des DEL-Eishockeyvereins Schwenninger Wild Wings.

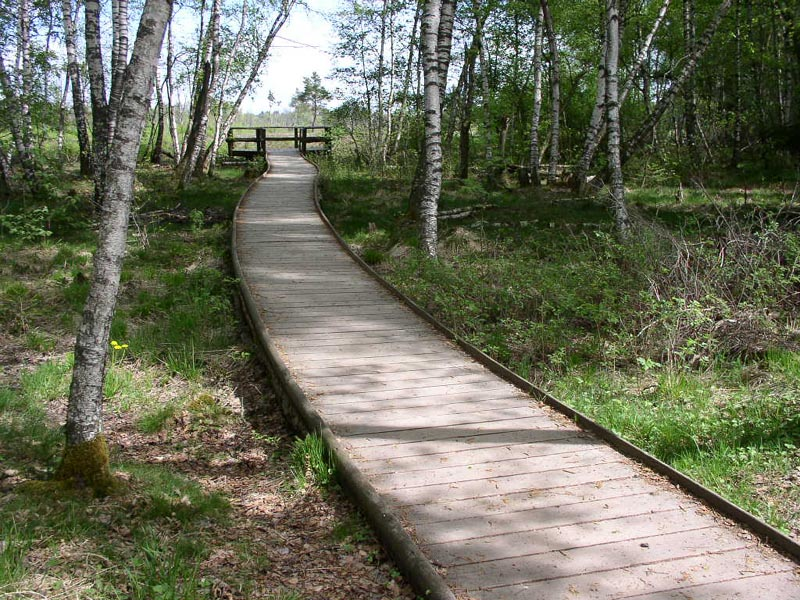
Das Schwenninger Moos
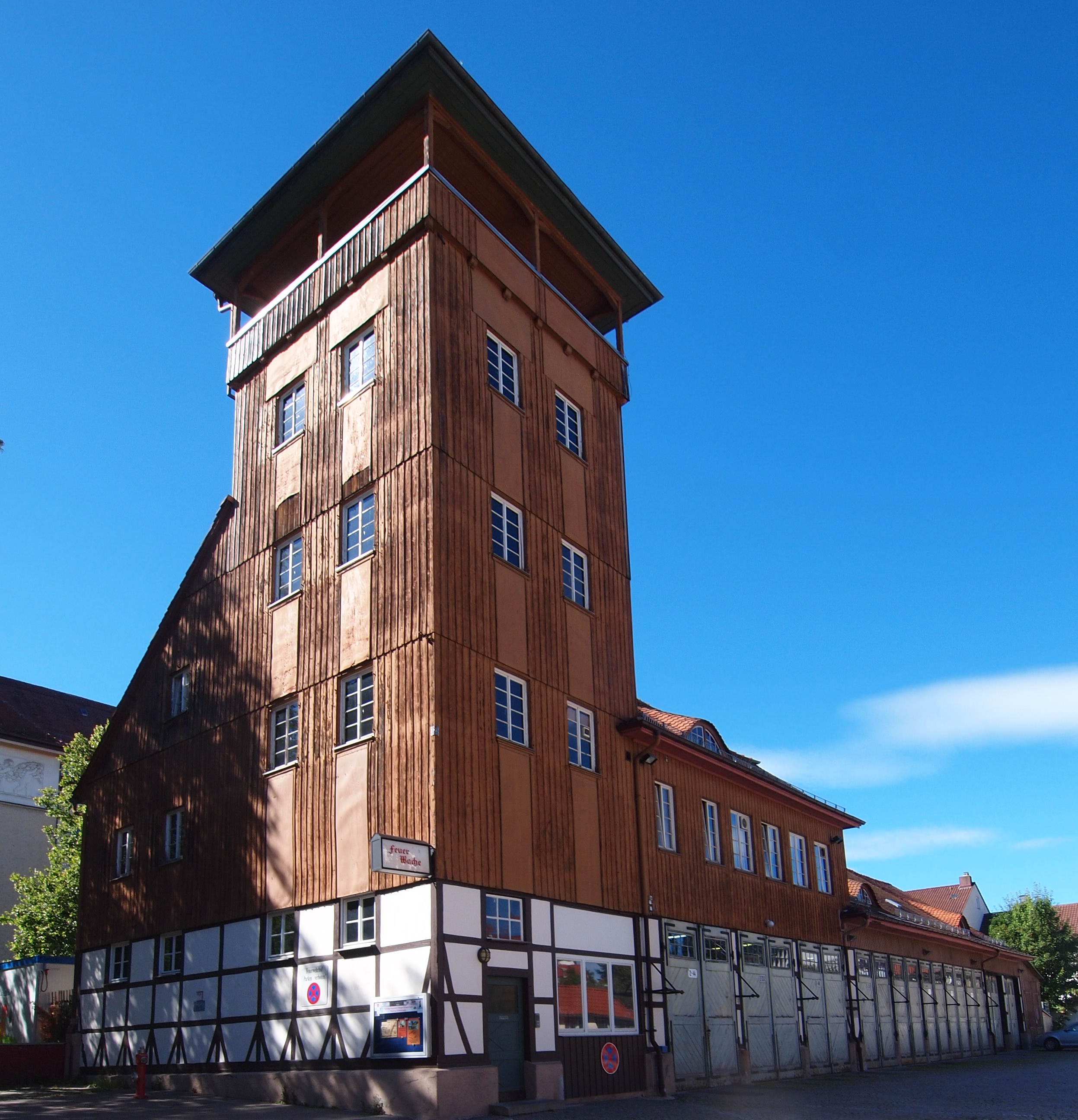
Ehemalige Feuerwache Schwenningen
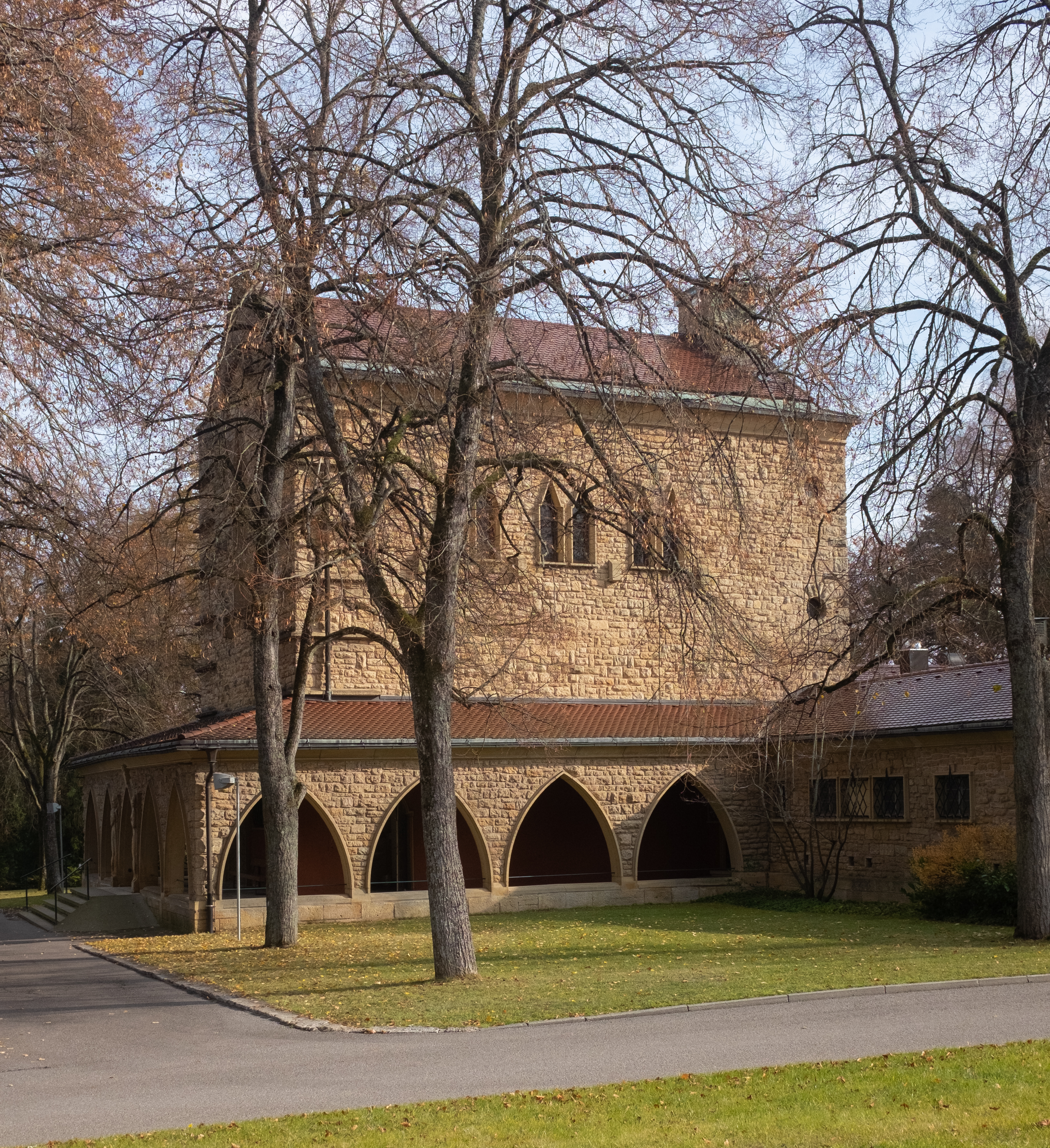
Krematorium

Das Krematorium von 1928 auf dem Schwenninger Waldfriedhof gilt als hervorragendes Beispiel expressionistischer Architektur.

### Brauchtum

#### Fastnacht („Fasnet“)

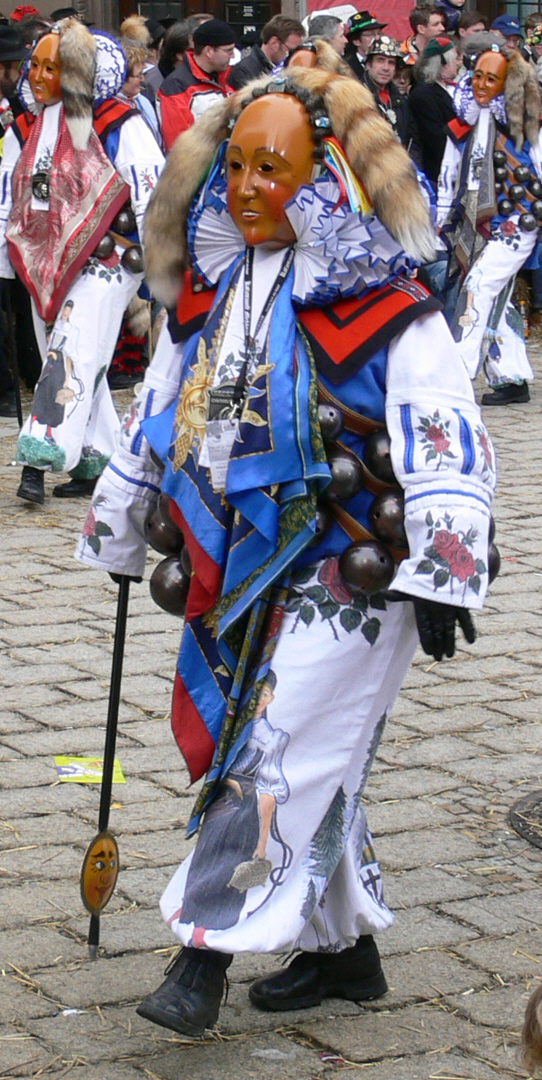
Narrenfigur Hansel der Narrenzunft Schwenningen

Villingen ist für sein Gefüge aus traditioneller schwäbisch-alemannischer Fastnacht und Karneval bekannt. Traditionell steht der „Villinger Narro“, gerne als „Aristokrat der alemannischen Fasnet“ bezeichnet, im Mittelpunkt. Er ist eine der ältesten Narrenfiguren der schwäbisch-alemannischen Fastnacht. Im letzten Drittel des 19. Jahrhunderts erreichte die rheinische Karnevalswelle Villingen sowie den gesamten schwäbisch-alemannischen Raum. Zur Sicherung des Bestandes sowie infolge der Rückbesinnung auf die alten Fastnachtsformen und mit Gründung der Vereinigung Schwäbisch-Alemannischer Narrenzünfte in Villingen 1924 wurde der Karneval aus dem deutschen Südwesten in seine Hochburgen am Rhein zurückgedrängt. In Villingen kam es jedoch zu einer entgegengesetzten Entwicklung. Die Katzenmusik, ein Verein, der sich bis dahin in origineller Weise der Fasnet des kleinen Mannes und Verulkung des Militärs ergänzend zum historischen Narrolaufen angenommen hatte, tat Ende der 1920er Jahre einen Schritt, der zu einer Rekarnevalisierung der örtlichen Fastnacht führte. Die Glonki-Gilde – derzeit, nach der Narrozunft (gegründet im Jahre 1882) und Katzenmusik, der drittgrößte Karnevalsverein der Stadt – wurde 1933 nach der sog. „Machtergreifung“ gegründet und folgte ebenfalls dem karnevalistischen Muster. Dadurch entstand eine Dualität, die das Bild der Villinger Fasnet bis heute prägt. Nach dem Zweiten Weltkrieg kamen noch einige Gruppen hinzu, wie auch in den 1970er Jahren, die das traditionelle Bild der Fastnacht zusätzlich verändert haben und den Karneval in Villingen weiter vorantreiben. Ein fast schon großstädtischer Karnevalsumzug ist der Große Umzug am Fasnetdienstag, an dem aus Wagen haufenweise Süßigkeiten in die Menge geworfen werden. Angeführt wird dieser Umzug jedoch nach wie vor von der historischen Narrozunft. Einheimische und auswärtigen Gruppen beteiligen sich mit ihren Fantasiefiguren ebenfalls an diesem Umzug. Am Morgen des Fasnetmontags, dem Haupttag der Villinger Fasnet, zieht der historische Umzug der Villinger Narro durch die Stadt. Am Nachmittag findet der sogenannte „Maschgerelauf“ vom Oberen Tor aus statt, bei dem vor allen den Touristen die historische Villinger Fasnet erläutert und nähergebracht werden soll. Zuvor, dazwischen und nachfolgend gibt es weitere Umzüge der Narrenvereine. Einen Tag, der dem historischen Fastnachtsbrauchtum vorbehalten bleibt, gibt es nicht.

#### Romäus

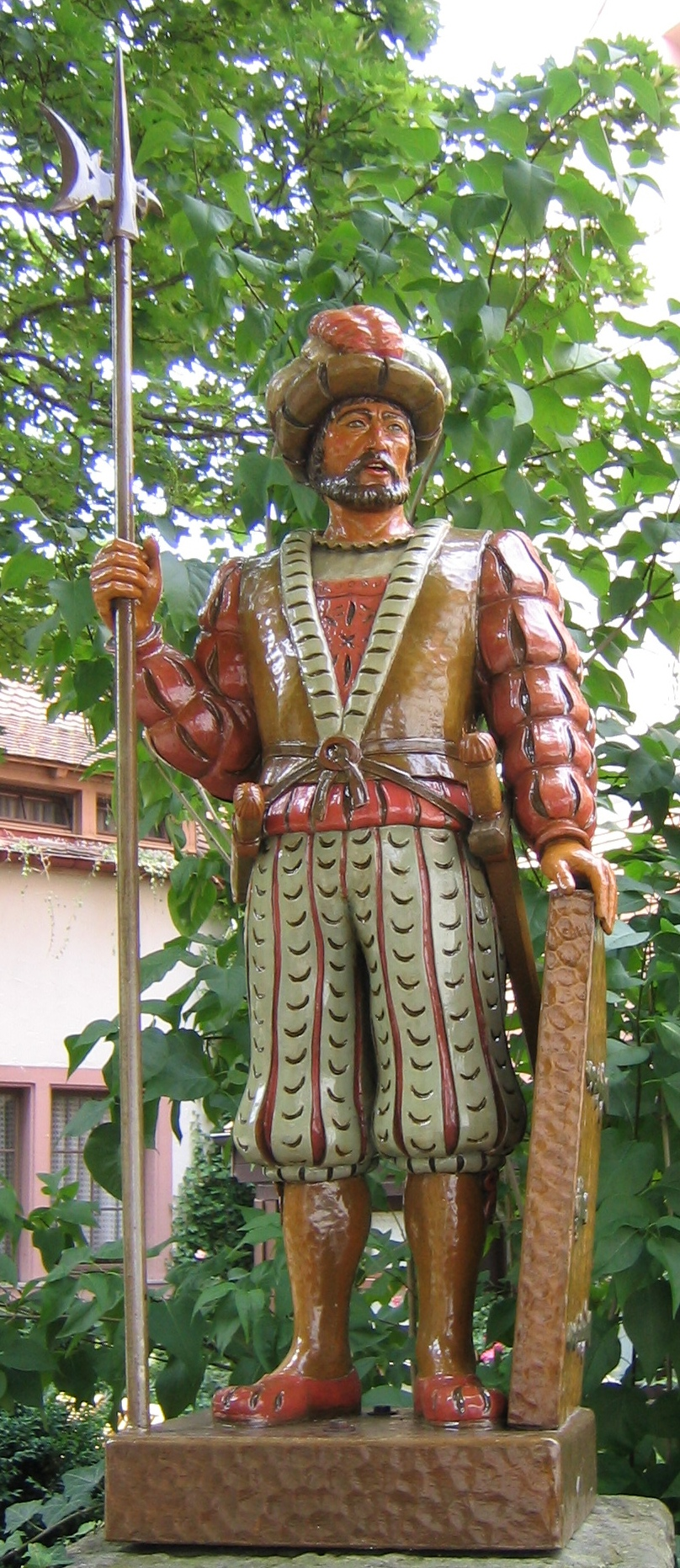
Der „Riese Romäus“ (Villingen)

Der Romäus ist ein Villinger Landsknecht und Lokalheld von riesenhaftem Wuchs, um den sich zahlreiche Geschichten und Sagen ranken. Eine der Heldentaten des Romäus war der von ihm allein durchgeführte, heimliche Diebstahl des Stadttores der mit Villingen konkurrierenden, benachbarten Stadt Rottweil. Er soll in dem nach ihm benannten Romäusturm (früherer Diebsturm), der mit einem überlebensgroßen Bild von ihm bemalt ist, eingesessen haben. Dieses Gemälde folgt einer historistischen Darstellung vom Ende des 19. Jahrhunderts. Zuvor war ein übergroßes Bildnis des Lokalhelden bereits an der äußeren Stadtmauer rechts vom ehemaligen Obertorerker angebracht. In dieser Form ist es auf der Rottweiler Pürschgerichtskarte von 1564 des David Rötlin bezeugt. Mit Abbruch der äußeren Fülle wurde ein neues Gemälde am Diebsturm angebracht, der seither den Namen Romäusturm trägt.

#### Ratzennest
Villinger Heimatroman und Bezeichnung der Stadt nach dem mundartlichen Ausdruck „Ratze“ für Ratte. Die im Dreißigjährigen Krieg Villingen belagernden Schweden wollten die Stadt wie ein „Ratzennest“ mittels des Schwedendammes ersäufen, was aber durch glückliche Umstände verhindert wurde. Hermann A. Neugart hat diese Episode aus der Villinger Geschichte in seinem 1950 erschienenen Heimatroman „Das Ratzennest: Aus den Schicksalstagen einer tausendjährigen Stadt“ dargestellt.

#### Nägelinskreuz
Das Nägelinskreuz ist das Schutzkreuz Villingens aus dem 14. Jahrhundert, das in der linken Turmkapelle des Villinger Münsters zu sehen ist. Seine Verehrung soll die Stadt vor allen Übeln bewahren. Dem Nägelinskreuz schreibt man zu, dass keine Stadtbelagerung zur Einnahme der Villinger Innenstadt führte und in den Weltkriegen keine der Innenstadtbauten zerstört wurde.

### Freizeit und Sport
- Bekanntestes sportliches Aushängeschild der Stadt ist der Eishockeyclub Schwenninger Wild Wings, der über 22 Jahre in der 1. Liga gespielt hat und seit der Saison 2013/14 nach 10 Jahren Abstinenz wieder in der Deutschen Eishockey Liga zu Hause ist. Ihre Heimspielstätte ist die Helios Arena, die von 2007 bis 2010 durch Umbau des veralteten Eisstadions am Bauchenberg mit einem städtischen Aufwand von 10,5 Mio. Euro entstand.
- Es existieren zahlreiche Fußballvereine, von denen derzeit der FC 08 Villingen als höchstklassiger Verein in der Regionalliga Südwest spielt. Während Mannschaften aus dem Villinger Stadtteilt im Südbadischen Fußballverband spielen, nehmen Schwenninger Vereine am Spielbetrieb des Württembergischen Fußballverbandes teil. Der BSV 07 Schwenningen spielte 1976/77 eine Saison in der 2. Bundesliga.
- Die Black Forest Panthers spielen seit 2019 in der Barmer 2. Basketball-Bundesliga ProA und sind in der Region der am hochklassigsten spielende Verein. In der Saison 2010/11 spielte die Mannschaft schon einmal in der 2. Bundesliga ProB. Der Basketballsport als Leistungssport existiert in Villingen-Schwenningen erst seit 1997. Die Basketballmannschaft marschierte in 13 Jahren von der untersten Kreisliga B bis in die 2. Bundesliga.
- Die erste Volleyball-Damenmannschaft des TV 1848 Villingen spielt seit dem Abstieg aus der 2. Bundesliga Süd, in die das Team 2010 aufgestiegen war[54], in der 2012 neu geschaffenen Dritten Liga Süd.
- Badminton spielt unter anderem die FSV Schwenningen in der Verbands- und in der Bezirksliga.
- Feldhockey spielen der HC Villingen (Verbandsliga) und der HV Schwenningen (Verbandsliga).
- Der 1994 gegründete BV Villingen-Schwenningen spielt seit 2016 in der 1. Snooker-Bundesliga.
- Der BCVS Villingen-Schwenningen belegt im Bundesligafinale im Bogenschießen in Wiesbaden am 23. Februar 2019 den 3. Platz.

### Landesgartenschau 2010

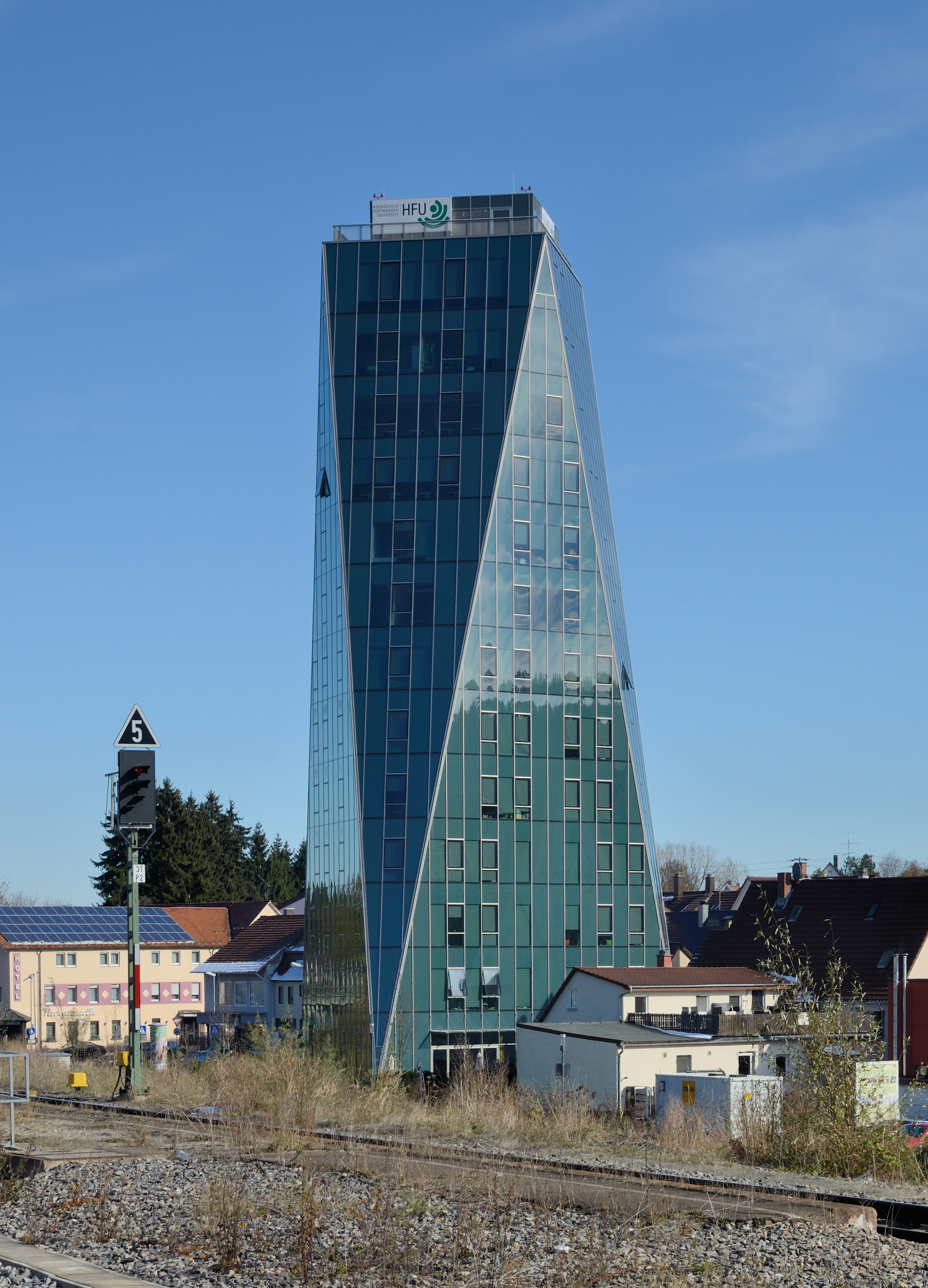
Neckartower in Schwenningen

Villingen-Schwenningen war 2010 Veranstaltungsort der 30. Landesgartenschau, deren Schwerpunkt vom 12. Mai bis 10. Oktober 2010 im Stadtteil Schwenningen lag. Motto der Veranstaltung war „Die Natur verbindet“. 28,9 Millionen Euro wurden investiert, 17 Millionen Euro kamen vom Land.
Die Gartenschau wurde genutzt, um in Schwenningen das Bahnhofs-Areal zu sanieren. Hierzu wurde ein Großaquarium, eine Spiel-Insel für Kinder sowie viele Spazierwege auf dem Gelände errichtet. In Villingen wurde auf dem Hubenloch nahe der Altstadt einer der höchstgelegenen Rosengärten Deutschlands saniert, das Ufer der Brigach wurde teils neu gestaltet und der Grüngürtel entlang der Villinger Stadtmauer neu strukturiert. Ein 3,2 Kilometer langer Rundweg über die Gartenschau informiert mit 66 Informationsstationen. Eine Schwarzwald-Rose wurde eigens für diese Gartenschau gezüchtet. Das Maskottchen „Mooses“ erhielt seinen Namen vom Schwenninger Naturschutzgebiet „Moos“.
Am Rande des Gartenschaugeländes wurde rechtzeitig der Neckar Tower eröffnet, ein 13-stöckiger Glasbau in zeitgemäßer Bauweise, in dem Gastronomie, Gewerbe- und Büroräume sowie Studentenapartments untergebracht sind. Bis 2017 nutzte die Hochschule Furtwangen fünf Stockwerke als Büro- und Seminarräume. Nachmieter wurde die ebenfalls in Schwenningen ansässige Hochschule der Polizei.

### Naturdenkmale
- Eiche in Tannheim mit einem BHU von 8,03 m (2015).[60]

## Verkehr

### Eisenbahn

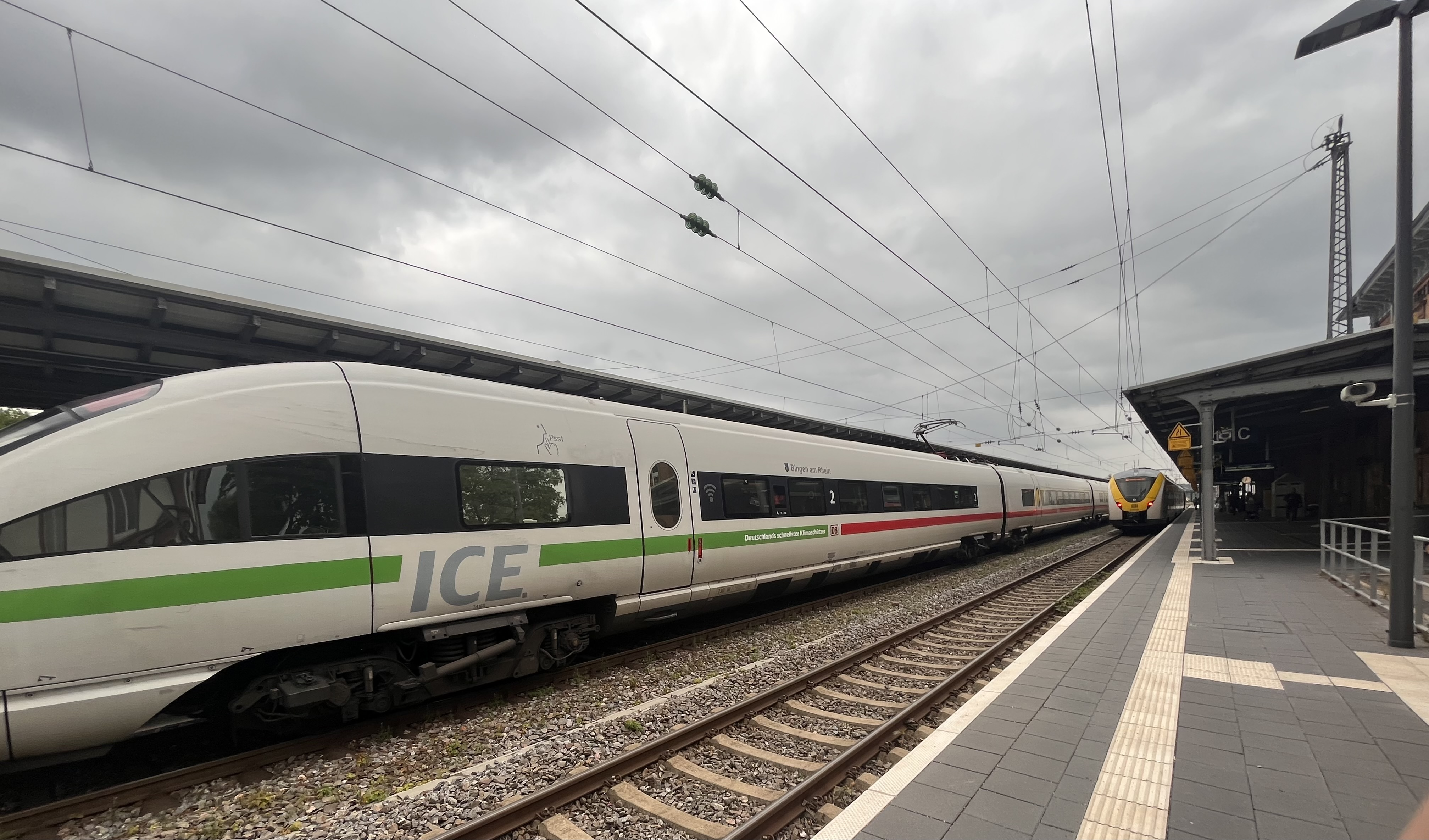
ICE im Bahnhof Villingen

In Villingen-Schwenningen liegen zwei Bahnhöfe und fünf Haltepunkte. Der Bahnhof Villingen liegt an der Schwarzwaldbahn (Offenburg – Singen (Hohentwiel)). Auf der Schwarzwaldbahn verkehren saisonal einzelne ICE- und IC-Züge, die in Villingen halten und die Stadt direkt mit Zielen bis nach Norddeutschland verbinden. Weiterhin verkehren im Stundentakt Züge des Regionalverkehrs (Regional-Express und Regionalbahn, Stand 2023). Daneben ist Villingen Endpunkt der Bahnstrecke Rottweil–Villingen, an der auch der Bahnhof Schwenningen liegt. Seit Dezember 2019 besteht mit der Breisgau-S-Bahn eine stündliche Verbindung nach Freiburg im Breisgau. Seit 2003 verbindet der Ringzug im Taktverkehr den Schwarzwald-Baar-Kreis mit den Landkreisen Tuttlingen und Rottweil. Weitere Haltepunkte im Stadtgebiet sind Marbach West, Marbach Ost, Zollhaus, Eisstadion und Hammerstatt. Von 1904 bis 1966 war Marbach Ausgangspunkt der Bahnstrecke Marbach–Bad Dürrheim, der Personenverkehr wurde hier aber bereits 1953 eingestellt, die Infrastruktur wurde zurückgebaut.

### Busverkehr
DeinBus.de verband Villingen-Schwenningen zweimal täglich per Fernbus mit Freiburg, Tübingen und dem Stuttgarter Flughafen, hat aber mittlerweile alle Verbindungen von und nach Villingen-Schwenningen eingestellt. Villingen-Schwenningen wird seit 2014 täglich von Flixbus auf der Strecke Berlin – Konstanz sowie München angefahren. Ebenso die ehemalig bedienten Fahrziele von DeinBus.de.
Der innerstädtische öffentliche Personennahverkehr wird durch Stadtbuslinien der Verkehrsgemeinschaft Villingen-Schwenningen bedient. Alle öffentlichen Verkehrsmittel sind in den Verkehrsverbund Schwarzwald-Baar-Heuberg integriert.

### Straßenanbindung
Mit dem Auto ist die Stadt über die Bundesautobahn 81 Stuttgart–Singen und über die Bundesstraßen 27 (Stuttgart–Schaffhausen), 33 (Offenburg–Konstanz) und 523 (Villingen–Tuttlingen) zu erreichen. Die B 33 führt dabei kreuzungsfrei durch den Villinger Stadtkern. Im Süden kann man über die B 33 bei Hüfingen die B 31 erreichen, die nach Freiburg im Breisgau führt.

### Radverkehr
Durch Alltagsrouten aus dem Radnetz Baden-Württemberg sind Villingen und Schwenningen untereinander verbunden. Villingen ist zudem
- über St. Georgen im Schwarzwald mit Triberg,
- über Brigachtal mit Donaueschingen und
- über Königsfeld im Schwarzwald mit Schramberg (Stadtteil Sulgen) verbunden.

Schwenningen ist
- über Bad Dürrheim mit Donaueschingen und
- mit Rottweil verbunden.

Durch die Stadt verlaufen die folgenden Landes-Radfernwege:
- Der Neckartal-Radweg führt von Villingen durch das Quellgebiet des Neckars und über Schwenningen und Rottweil nach Mannheim.
- Der Heidelberg-Schwarzwald-Bodensee-Radweg führt von Heidelberg nach Radolfzell. Er verläuft von Rottweil kommend über Schwenningen und Donaueschingen Richtung Tengen und Singen.
- Der Schwarzwald-Panorama-Radweg führt von Pforzheim, Freudenstadt und Schramberg (Stadtteil Sulgen) über Villingen und Bräunlingen Richtung Titisee-Neustadt und schließlich weiter nach Waldshut-Tiengen.

Villingen-Schwenningen ist Mitglied der AGFK (Arbeitsgemeinschaft Fahrrad- und Fußverkehrsfreundlicher Kommunen) in Baden-Württemberg.

### Luftverkehr
Im Industriegebiet Schwenningen-Ost liegt der Flugplatz Schwenningen am Neckar mit angegliedertem Luftfahrtmuseum.

## Behörden, Gerichte und Einrichtungen
Villingen-Schwenningen ist Sitz der Verwaltung des Schwarzwald-Baar-Kreises, der Region Schwarzwald-Baar-Heuberg und der Industrie- und Handelskammer Schwarzwald-Baar-Heuberg. Ferner gibt es ein Regionalzentrum der Deutschen Rentenversicherung Baden-Württemberg, das neu gebaut wurde. Weitere Behörden sind ein Finanzamt und eine Bundesagentur für Arbeit. Ferner gibt es ein Amtsgericht, das zum Landgerichtsbezirk Konstanz gehört (das Landgericht Konstanz unterhält in Villingen-Schwenningen zusätzlich eine Außenstelle), sowie Kammern des Arbeitsgerichts Freiburg.
Außerdem existiert eine Filiale der Deutschen Bundesbank.
Im Zentralbereich Villingen-Schwenningen betreibt die Schwarzwald-Baar Klinikum Villingen-Schwenningen GmbH das Zentralklinikum des Landkreises. Im Teilort Tannheim ist die Nachsorgeklinik Tannheim ansässig.
Villingen ist auch Sitz des Kirchenbezirks Villingen der Evangelischen Landeskirche in Baden und des Dekanats Schwarzwald-Baar des Erzbistums Freiburg.

## Medien
In Villingen-Schwenningen erscheinen drei regionale Tageszeitungen mit Lokalausgaben: Der Südkurier (Mantelteil aus Konstanz), der Schwarzwälder Bote (Mantelteil aus Oberndorf am Neckar) und die Südwest Presse (mit dem Titel „Die Neckarquelle“, Mantelteil aus Ulm).
Der Südwestrundfunk betreibt ein Regionalbüro in der Villinger Innenstadt. Von hier aus wird das Programm „Radio Schwarzwald-Baar-Heuberg“ innerhalb von SWR4 Baden-Württemberg gesendet. Der für Villingen-Schwenningen zuständige private Bereichssender ist Radio 7 (Ulm). antenne 1 Neckarburg Rock & Pop (Rottweil) ist der zuständige private Lokalsender.
Im Stadtbezirk Marbach befindet sich bei 48° 1′ 40″ nördlicher Breite und 8° 28′ 41″ östlicher Länge ein 72 Meter hoher, als Stahlbetonkonstruktion ausgeführter Sendeturm des SWR.
Ein weiterer, 83 Meter hoher Fernmeldeturm der Deutschen Telekom befindet sich nördlich der Villinger Wöschhalde bei 48° 5′ 16″ nördlicher Breite und 8° 28′ 11″ östlicher Länge.

## Bildungseinrichtungen

### Hochschulen
In Schwenningen befinden sich die Hochschule für Polizei Baden-Württemberg, die Duale Hochschule Baden-Württemberg Villingen-Schwenningen und ein Campus der Hochschule Furtwangen University.

### Schulen
In Schwenningen bestehen die Staatliche Feintechnikschule mit Gewerblicher Schule (unter anderem auch mit einem Technischen Gymnasium – FTS) und in Villingen die Landesberufsschule für das Hotel- und Gaststättengewerbe.
An allgemeinbildenden Schulen sind vorhanden:
In städtischer Trägerschaft befinden sich drei Gymnasien (Gymnasium am Deutenberg Villingen-Schwenningen (GaD), das Gymnasium am Hoptbühl und das Gymnasium am Romäusring Villingen), zwei Realschulen (Karl-Brachat-Realschule Villingen und Realschule am Deutenberg Schwenningen), zwei Förderschulen (Janusz-Korczak-Schule und Berthold-Schule), zehn Grundschulen (Gartenschule Schwenningen, Grundschule Im Steppach Villingen, Haslachschule Villingen, Hirschbergschule, Karlschule Schwenningen und Warenberg-Grundschule Villingen sowie je eine Grundschule in den Stadtteilen Marbach, Rietheim, Tannheim und Weigheim-Mühlhausen), eine Hauptschule (Am Deutenberg Schwenningen) sowie sieben Grund- und Hauptschulen (teilweise mit Werkrealschule) und zwar Bickebergschule Villingen, Friedensschule, Golden-Bühl-Schule, GHS Pfaffenweiler, GHS Obereschach, Klosterringschule Villingen und Südstadtschule Villingen. Die Golden-Bühl-Schule und die Bickebergschule sind inzwischen Gemeinschaftsschule im Aufbau.
Der Schwarzwald-Baar-Kreis ist Träger der Albert-Schweitzer-Schule (Hauswirtschaftlich, Landwirtschaftlich und Sozialpädagogische Schule Villingen), der Kaufmännischen Schule I, der David-Würth-Schule (Kaufmännische Schule II) und der Gewerblichen Schule Villingen-Schwenningen sowie der Carl-Orff-Schule für Geistigbehinderte mit Schulkindergarten, der Christy-Brown-Schule für Körperbehinderte und der Schule für Sprachbehinderte Schwenningen.
Mehrere Privatschulen runden das schulische Angebot Villingen-Schwenningens ab. Darunter die Städtische Abendrealschule, die St.-Ursula-Schulen Villingen (Gymnasium, Realschule, Tagesschule in Trägerschaft der Schulstiftung der Erzdiözese Freiburg), die Freie Christliche Georg-Müller-Schule (Grund- und Realschule), die Inlingua-Sprachschule, die Motima GmbH Schule für Physiotherapie, die Private Krankenhausschule an der Nachsorgeklinik Tannheim, eine Private Schule für Erziehungshilfe im Kinder- und Familienzentrum VS, die Rudolf-Steiner-Schule (Freie Waldorfschule), ein privater Sonderschulkindergarten für Körperbehinderte und die Krankenpflegeschule an den Städtischen Krankenanstalten Villingen.

## Sonstige Unternehmen
In Villingen-Schwenningen befindet sich vor allem Elektro-, Messgeräte- und Uhrenindustrie. Wichtige Unternehmen waren beziehungsweise sind unter anderem (chronologisch aufsteigend, in Klammern Gründungs- und Schließungsjahr und Stadtbezirk):

### Historische Unternehmen
- Glockengießerei Grüninger (ca. 1580–1949, Villingen)
- Kienzle Uhren (1822–2014, Schwenningen)
- Winkler Bäckereimaschinen-Backöfen (1922–1999, Villingen)
- Mauthe (1844–1975, Schwenningen)
- Württembergische Uhrenfabrik Bürk (1855–1984 bzw. 1996, Schwenningen)
- J. Kaiser Uhren Villingen (?–1972, Villingen)
- SABA (1923–1980, Villingen)
- Harman Becker Automotive Systems (1943–2010)[65]
- Burger Kunststoff-Spritzgusswerk (1946–2001, Villingen)
- United Tribuns (2004–2022, vom Innenministerium verboten)

### Aktuell ansässige Unternehmen

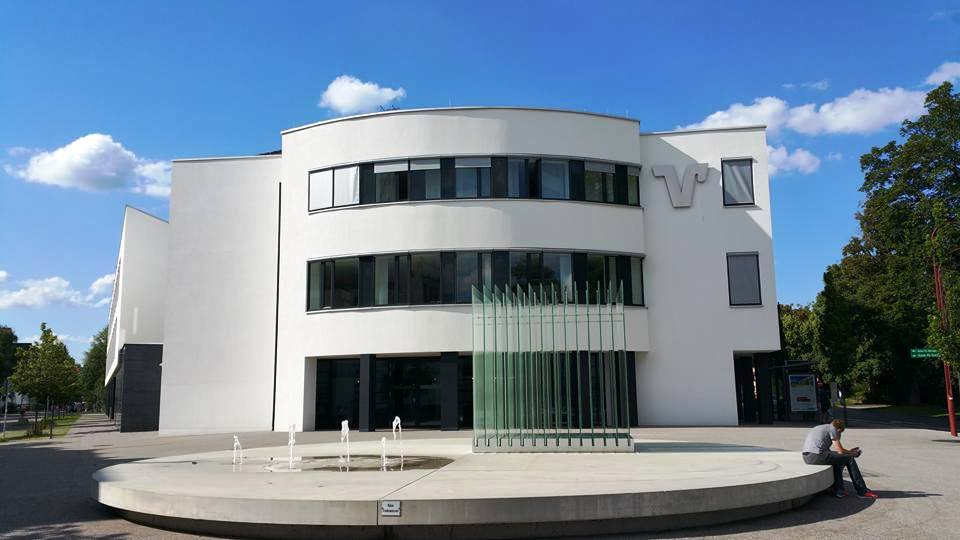
Volksbank Schwarzwald-Baar-Hegau

- dormakaba (ehemals Kaba) (1862, Villingen)
- ISGUS (früher ISGUS J. Schlenker-Grusen) (1888, Schwenningen)
- Binder Magnete (heute Kendrion Binder Magnete, Villingen) (1911)
- HGBS
- Waldmann Group (Leuchtenhersteller) (1928, Schwenningen)
- Kienzle Apparate GmbH (VDO Automotive, heute Continental Automotive Werk Villingen) (1928/29)
- Eugen Trost (1934)
- Hess AG (Leuchtenhersteller) (1947, Villingen)
- Aptar Villingen, Verpackungsspezialist (früher MegaPlast GmbH)[66]
- Briefzentrums 78 der Deutschen Post (2007, Schwenningen).
- Revox (Hifi-Audio).

## Persönlichkeiten
Die Liste von Persönlichkeiten der Stadt Villingen-Schwenningen enthält die Ehrenbürger von Villingen-Schwenningen, im heutigen Stadtgebiet geborene Persönlichkeiten sowie solche, die in Villingen-Schwenningen gewirkt haben, jedoch andernorts geboren wurden.